# PASMO

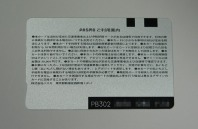
裏面

PASMO（パスモ）は、株式会社パスモが発行し、関東地方・山梨県と静岡県東部の鉄道27事業者・バス78事業者（2021年3月16日現在）が発売する、電子マネー機能を備えたサイバネ規格のICカード乗車券である。2007年3月18日サービス開始。「PASMO」の名称は株式会社パスモの登録商標となっている。

## 概要

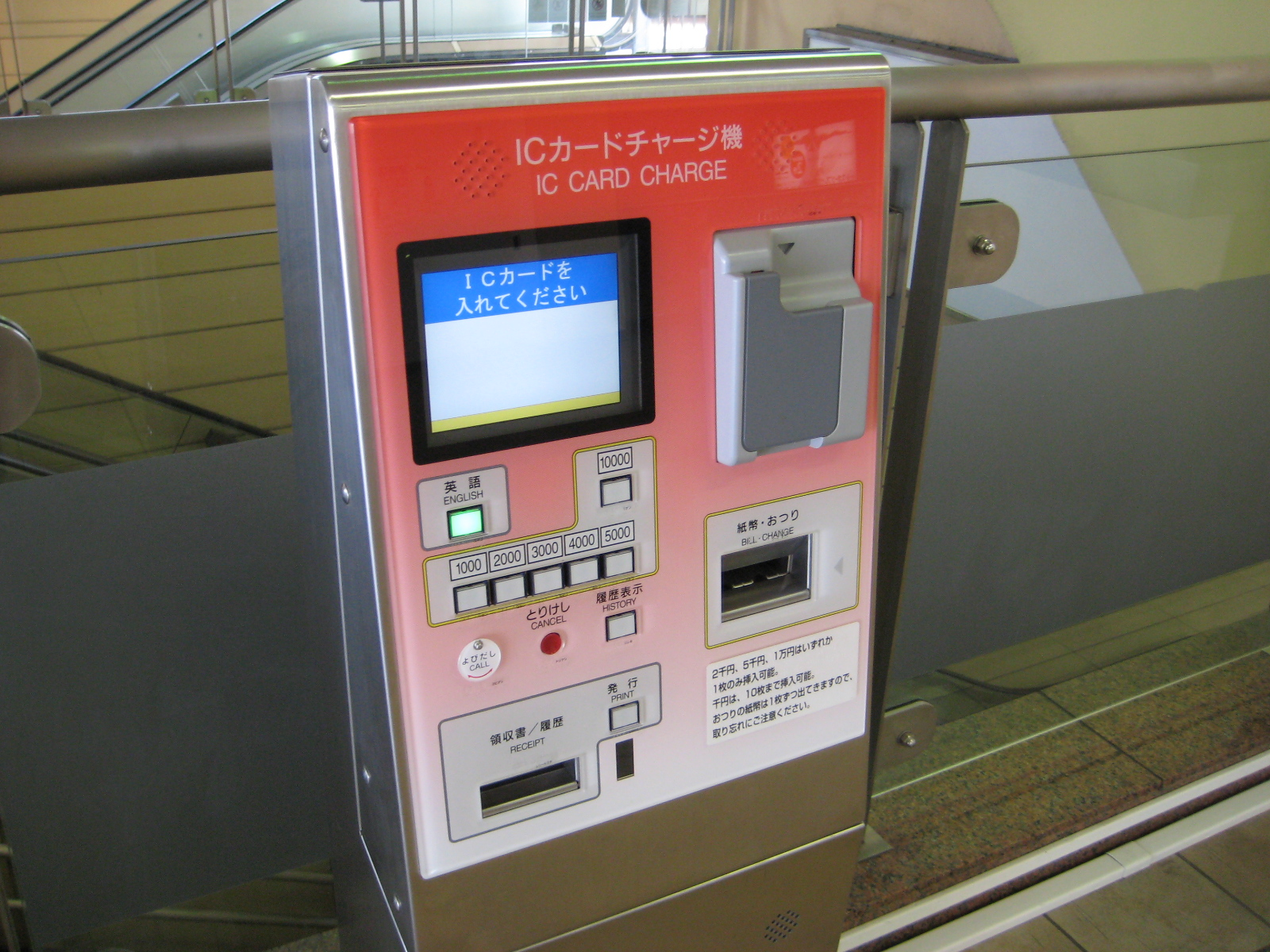
チャージ機

ソニーの非接触型ICカードFeliCaの技術を用いた共通乗車カード/電子マネーで、2007年3月18日にサービスを開始した。首都圏の大手私鉄（関東私鉄）を中心とした鉄道事業者が採用していた磁気式ストアードフェアシステム「パスネット」、及び首都圏のバス事業者が採用していた磁気式ストアードフェアシステム「バス共通カード」を中心に導入が始まっており、後にパスネット・バス共通カード未導入の事業者にも拡大している。サービス開始当初より東日本旅客鉄道（JR東日本）が先行導入したICカード乗車券「Suica」と相互利用が可能になっており、Suicaグリーン券、鉄道博物館入館システム、地域連携ICカード導入エリアにおけるICフリー乗車券にも対応している。2013年には交通系ICカード全国相互利用サービスも開始された。2020年にはモバイルPASMOをサービスインした。
事前にチャージ（入金）処理した金額分が使えるプリペイド（前払い）方式を採用し、全国の交通系ICカード対応の商店等における代金支払いで使用できる電子マネー機能を有している。また、クレジットカードに紐付けるオートチャージ（自動入金）機能付きPASMOのほか、私鉄各社からクレジットカード一体型PASMOも発行されている。
「PASMO」の名称の由来は、パスネット (PASSNET) の「PAS」（パス）と「もっと」の意味を表す英語「MORE」（モア）の頭文字「MO」から名付けられた。「モ」は日本語の係助詞でもあり、「電車もバスもPASMO」のキャッチフレーズのとおり、鉄道だけでなくバスやモノレールといった複数の交通機関に対応できることを表している。カード裏面の右下に記載の番号のはじめの文字は、PBであり、このPBは、株式会社パスモの前身である「パスネット・バスICカード株式会社」の頭文字のPASSNET（パスネット） BUS（バス）をとったものである。
カードデザインは、電通のクリエイティブディレクター小塚重信によるデザイン。ロゴ色は「PASMOピンク」と呼ばれる特色（PANTONE 177C、もしくはDIC17版 586）が使用され、特色が使用できない場合はCMYKでM 70%が使用される。ロゴタイプは、Avenir・Bauhaus・Plateletを基に作成された。
PASMOのキャラクターはロボットである。Suicaのキャラクターであるペンギンと同様に名前が付けられていないが、他のロボットと区別するためPASMOのロボットと表記されることが多い。基本色としてはピンクだが、一部鉄道事業者のウェブサイトやパンフレットでは青や赤のロボットも見ることができる。PASMOを取り出すためにお腹の辺りに蓋があるほか、急いでいる時は電車やバスに変身するという設定である。キャラクターデザインは安達翼である。
2013年9月末時点の発行枚数は、約2,364万枚 である。2021年時点では約4,000万枚で、約8,700万枚のSuicaに次ぐ発行枚数を誇る。

## PASMOの種類
PASMOには以下の種類が存在する。
無記名PASMO
自動券売機等で発売される、持参人式タイプのもの。紛失時の再発行ができない。購入後に記名PASMOや小児用PASMOへ変更することができる。
記名PASMO
自動券売機等で発売される、記名人式タイプのもの。氏名（カタカナ）・性別・生年月日・電話番号を登録する。紛失しても再発行できる。定期券情報を追加してPASMO定期券にすることもできる。
PASMO定期券
記名PASMOに定期券情報を追加したもので、チャージすると定期券区間外を利用した分の運賃も自動改札機で自動的に精算する。Suicaとの連絡定期券も発行される。
小児用PASMO
記名PASMOのうち、小児用の運賃を引き去るように設定したもの。購入時に記名人の年齢が確認できる公的証明書等の呈示が必要となるため、窓口での発行のみとなる。有効期限は小児用運賃適用期間（満12歳の3月31日）まで。定期券情報の追加でPASMO定期券にすることもできる。Suicaも含めて1人1枚しか発行できない。
オートチャージ機能付きPASMO
オートチャージ機能が付与された記名PASMO。PASMOオリジナルブランドの「Pastownカード（パスタウンカード）」または鉄道事業者が発行する対応クレジットカードに紐付けて発行する。クレジットカード一体型PASMOとは異なり、クレジットカード自体にPASMOが付加されるものではない。
2008年（平成20年）3月14日まではチャージ額が3,000円に固定されていたが、以後は1,000円 - 10,000円の範囲内で1,000円単位での変更ができるようになった。
クレジットカード一体型PASMO
クレジットカードとPASMOが1枚になったもので、クレジットカードに定期券情報を記録することができ、券面表面にPASMOのロゴが記載されているのが特徴。Pastownまたは鉄道事業者が発行する。
2008年（平成20年）3月15日から発売を開始した。当初はPastownおよび東急電鉄・東京メトロ・京浜急行電鉄・東武鉄道の4社が発行していた。上記4社と自社で一体型カードを発行していない相模鉄道（相鉄カードはオートチャージのみ対応）の計5社が対応していた。このうち京急カードは新規入会受付を終了した。
また2017年（平成29年）3月18日より、京王電鉄が一体型クレジットカード「京王パスポートPASMOカードVISA」を発行すると発表した。
PASMO PASSPORT
訪日外国人旅行者を対象として発売されるPASMO。券面にはハローキティ他サンリオのキャラクターのイラストが描かれている。関東地方の観光スポットで提示すると、各種のサービスを受けられる。

### カードの効力一時停止・失効
記名式PASMOは、一定期間利用またはチャージしない場合にロックが掛かり、残額があったとしてもそのままでは自動改札を通過できず、または電子マネーが利用できなくなる。 「一定期間」がどれくらいかは公表されていない。またこのカード一時停止は、次項のカード有効期限とは異なる。解除方法は以下のいずれかとなる。
- PASMOチャージが可能な自動券売機で更に追加チャージし、または自動券売機でカード利用により切符を購入する
- 駅の有人窓口でロック解除を申し出る（※簡易ICカード改札機では入場は可能、出場は不可）
- クレジットカード紐付けのPASMOの場合、クレジットカードからチャージする

また、PASMOは最後に機器などでカードを利用した日から10年間利用がない場合、失効となりカードそのものが無効となる。PASMOでは全権利の失効扱いとなり、残高は無効となり再発行はされない（消滅時効の扱いに準じる）。PASMOサービス開始から10周年となる2017年を控え、PASMOのロボットが眠っているイラストとともに「長期間使用していないPASMOは、ございませんか？」「前回ご利用された日より10年間利用しないと、そのPASMOはいっさい使用できなくなります」と書かれたポスターが加盟各事業者の駅構内に貼られ、利用者に注意を促した。

## 歴史

### 沿革
- 2007年（平成19年）3月18日 - PASMOサービス開始。当初は鉄道23事業者・バス31事業者で開始、同時にSuicaとの相互利用開始[1]。ただし、仙台・新潟地区での利用は当時は電子マネーのみであった。
- 2008年（平成20年）
  - 1月10日 - パスネット発売終了[1]。
  - 3月14日 - パスネットの自動改札機での使用終了[1]。
  - 3月15日 - クレジットカード一体型PASMO発行開始。当初はPASMOオリジナルの「Pastownカード（パスタウンカード）」のほか、東急電鉄（TOP&カード）、東京メトロ（Tokyo Metro To Me CARD）、京浜急行電鉄（京急カード）、東武鉄道（東武カード）で発行[1]。
  - 3月15日 - 連絡定期券の発売範囲を一部で拡大。磁気定期券では設定されなかった新たな連絡駅も設定される。既に持っている記名PASMOへのオートチャージサービスの後付けが可能になる（従来は後付けはできなかった）。
  - 3月29日 - 仙台・新潟のSuicaエリアでの乗車での使用が可能となる。
  - 8月 - PASMO流通が1000万枚を超える[1]。
- 2009年（平成21年）3月14日 - 関東鉄道・千葉都市モノレール・舞浜リゾートラインが鉄道加盟事業者となり、PASMOが利用可能になる。
- 2010年（平成22年）
  - 3月14日 - 小湊鉄道のバス事業で導入。
  - 3月31日 - バス共通カード発売終了[1]。
  - 7月 - バス共通カード使用終了[1]。
- 2012年（平成24年）4月 - PASMO流通が2000万枚を超える[1]。
- 2013年（平成25年）3月23日 - 交通系ICカード全国相互利用サービス開始[1]。kitaca・TOICA・manaca・ICOCA・PiTaPa・SUGOCA・nimoca・はやかけんとの相互利用が可能になる。
- 2014年（平成26年）
  - 1月21日 - 東京空港交通で導入。
  - 4月1日 - 消費税率の5%から8%への引き上げに伴い、Suica・PASMOエリア管内で1円単位のIC運賃を導入[1]。従来は最大210円[14]かかっていたカード返却時のチャージ残高の払戻し手数料を廃止[15]。
- 2016年（平成28年）3月 - PASMO流通が3000万枚を超える[1]。
- 2017年（平成29年）
  - 3月18日 - PASMOサービス開始10周年[1]。記念イベントが開催される。
  - 3月18日 - 京王電鉄（京王パスポートクラブ）から、PASMO一体型クレジットカード「京王パスポートカードVISA」発売[11]。
- 2018年（平成30年）
  - 3月17日 - 出場時オートチャージサービス開始[1]。
  - 4月1日 - 湘南モノレールで導入[16]。
- 2019年（令和元年）9月1日 - 訪日外国人旅行客専用ICカード「PASMO PASSPORT」を発売[12]。
- 2020年（令和2年）
  - 3月14日 - イーグルバスで導入。IC定期券は未対応[17]。
  - 3月15日 - 東洋バス・千葉シーサイドバスで導入、金額式IC定期券も対応[18][19]。
  - 3月18日 - モバイルPASMOのサービスを、Androidスマートフォン向けに提供開始[20][21]。
  - 4月1日 - 関越交通で導入。モバイルPASMOにも対応、IC定期券は未対応[22]。
  - 10月6日 - モバイルPASMOのサービスを、iOS（Apple Pay）搭載端末向けに提供開始[23][24][25][26]。
- 2021年（令和3年）
  - 3月16日 - 東海バスで導入。バス特は対象外、IC定期券・IC一日乗車券は未対応[27][28]。
  - 9月1日 - PASMO協議会が、2014年4月に廃止したチャージ残額払戻し手数料を2022年春から復活させると発表[29]。払戻し手数料は最大220円（税込）とする[29]。理由として「繰り返し使える環境に配慮したICカードであるにもかかわらず、購入後ごく短期間で払い戻され、多くのカードが廃棄されている問題がある」として「短期間での払戻し抑制のため」と述べている[29]。
- 2022年（令和4年）3月12日 - 秩父鉄道で導入[30]。再びチャージ残額払戻し手数料を収受開始[31]。
- 2023年（令和5年）
  - 6月8日 - 半導体不足の影響により、無記名式PASMOカードの発売を休止[32]。
  - 8月2日 - 半導体不足の影響により、記名式PASMOカードの発売を休止[33]。
- 2024年（令和6年）9月1日 - 半導体の供給が回復し、継続して供給できる見込みが立ったことを受け、記名式PASMOカードの発売を再開[34]。
- 2025年（令和7年）3月1日 - カード調達計画が固まり、継続して供給できる見込みが立ったことを受け、無記名式PASMOカードの発売を再開[35]。

### 今後の予定
JR東日本をはじめとする関東地方の鉄道バス事業者等の関東ICカード相互利用協議会は、2023年3月18日からの予定で障害者用ICカードの導入を実施すると2022年9月14日に発表した。

### その他
サービス開始に備えて2006年から、導入鉄道事業者の各駅では自動改札機や自動精算機のICカード対応準備が行われ、サービス開始前日までICアンテナ部に蓋がされており、一部の事業者でPASMO導入告知ステッカーや広告を貼付していたほか、投入口の上に貼付しているパスネットの2枚投入ステッカーが従来より小さなものに更新された。
2007年（平成19年）3月18日から5月31日まで、サービス開始を記念して「PASMO GO! GO! キャンペーン」を実施し、購入者の中から抽選で550名に5,500円分チャージされたPASMOが当たった。
2007年（平成19年）上半期に首都圏在住の20 - 34歳の男女の間で流行・話題になったものを表彰する「2007年上半期M1F1グランプリ（M1F1総研/電通・Media Shakers）ではPASMOが男女ともにグランプリを受賞した。受賞の要因には、利便性のみならず、キャラクターや色遣いなどのデザイン面も挙げられた。また、同年末に日経MJが発表した2007年（平成19年）ヒット商品番付で「西の横綱」に選ばれている。
2008年（平成20年）3月には、発売1周年のポスターが加盟鉄道事業者の駅に掲出され、「PASMO おかげさまで800万枚」のメッセージが表記された。
2010年（平成22年）11月1日から、東京都内在住で障害者手帳（身体障害者手帳、愛の手帳（療育手帳）、精神障害者保健福祉手帳）を所持する障害者を対象に発行される紙式の「都営交通無料乗車証」を、PASMOに書き込んで発行できるようになった。ただし、PASMO定期券と1枚にまとめることはできない。
西武鉄道では、キャンペーンやイベント時にプレゼント用として西武鉄道の各駅（小竹向原駅・元加治駅を除く）で1000円分チャージできる「PASMO・Suicaポイント券」が存在した（1ポイント=1円換算、有効期限あり）。また西武鉄道では「SEIBU PASMO ツカイ隊」という男性5人組のPASMO宣伝キャラクターが設定されており、駅構内にキャラクターのイラストが描かれたポスターなどが掲示されている。
運転免許証とPASMO（Suicaや個人番号カードを含む近距離無線通信のICカード）を同じところに入れると、誘導電流の奪い合いとなり、読み取りエラーが起きる。

### 販売制限
2007年3月18日のサービス開始から1か月足らずで300万枚を売り上げ、在庫が僅少となったため、2007年（平成19年）4月12日から9月9日までPASMO定期券を除き一時発売を停止していた。また、クレジットカードによるオートチャージPASMOも同年4月13日から9月28日まで一時申し込み受付を停止していた。
当初、株式会社パスモではサービス開始から1年で500万枚の発行を見込んで、サービス開始日の2007年（平成19年）3月18日の段階で400万枚のカードを用意していた。しかし、当初の見込みを大幅に上回るペースでの売れ行きを見せ、23日目の同年4月9日には早々に300万枚を突破した。発行枚数のうち定期券160万枚はほぼ予想通りだったが、非定期券140万枚は想定を100万枚程上回ったという。
そのため、同社は新たなカードを300万枚追加発注したものの、納品が8月以降となるため、在庫が底を突きかねない事態となった。これを受けて同社は同年4月12日の発売分より新たなカードが納品される見込みの同年8月頃までPASMO定期券以外の新規発行を中止することとなった。ただし、バス事業者のうち定期券発行を行わない事業者は現在庫が切れるまで販売を続けていた。販売制限開始後も定期券が1か月間で新規50万枚以上が発行され、累計発行枚数も380万枚を突破していた。また、オートチャージ対応カードの新規受付も4月13日の受付分をもって一時的に中止されたが、対応クレジットカード自体の受付はその後も継続されていた。
この件を受けて、PASMOの代わりとしてSuicaがにわか需要が生じることが予想されていたが、Suica陣営では「在庫を3か月分は確保しており、多少需要が増えたとしても同様の事態に陥ることはない」とした。また、パスネットも当時継続発売していたため、パスネットを購入する人もいたという。
パスモが今回の販売制限を受けて実施した利用者アンケートによれば、75%がSuicaも所持しており、その半数が使い分けのため、残り半分が同カードとの相互利用を知らなかったため、と回答している。この結果、相互利用についての周知不足や併用者・完全移行者のニーズを見誤っていた実態が明らかとなった。また、前記の「2007年上半期M1F1グランプリ」では、単純に機能だけを求める購入層ばかりではなかったことも示された。
2007年（平成19年）8月7日には制限解除についてのプレスリリースが出され、以下の発表がなされた。
- 定期券の発売場所などを縮小している事業者で2007年8月下旬より拡大を行う。
- 定期券以外の記名PASMOと無記名PASMOについては、同年9月10日より再開する。
- オートチャージ機能付きPASMOについては、同年9月29日より申し込み受付を再開する。

これらと並行して、新たに200万枚のPASMOカードを用意したほか、その後も毎月100万枚ずつ追加することになった。またこれらと並行して、Suicaと相互利用できることの周知徹底を目的としたポスター「じつは、1枚でいける。」の掲示や、リーフレットの配布なども行われた。その後も両者が相互利用できることを告知する共同ポスターの製作や掲示が時折行われている。また、JR東日本の東京都内や周辺駅の自動券売機や自動精算機などにSuicaとPASMOのロゴが併記されるようになった。ただし、現在でも、首都圏以外の地域での利用範囲（この点については今後変わる見込みである。前述の「ICカード乗車券10種類 相互利用開始へ」を参照）や定期券にできる区間・定期券を購入できる駅、紛失時の再発行場所などの違いはある。
販売再開後は再び順調に発行枚数を伸ばしており、9月23日には初年度の達成目標だった500万枚に、約半年、実質的な販売期間は5週間程度で早々に到達した。しかしこの時点では、記名PASMOと無記名PASMOの発売箇所が縮小されていたため、実際の各駅での発売再開日は、事業者により異なることになった。
その後、2023年になり、世界的な半導体不足に伴い、6月8日に無記名カードが、8月2日にモバイルPASMOやPASMO定期券以外のPASMOの販売中止を再度実施する事態となった。2024年9月1日に記名式カードの発売を再開し、2025年3月1日には無記名式カードも発売を再開した。

## 導入事業者一覧
PASMOの公式ウェブサイトで「ご利用可能交通機関」として掲出してある事業者による。なお、ここにない事業者でも、電子マネー決済により乗車券類を購入可能な事業者がある（後述）。
特記無いものは当該事業者の全路線での導入を意味する。

### 鉄道・軌道
パスネット加盟社局でも導入未定の事業者があり、また導入されていない路線もある。◇印はSuicaおよびパスネットが導入されていなかった事業者。五十音順に掲載。

#### 2007年3月18日より
- 伊豆箱根鉄道（大雄山線のみ[2]）◇
- 江ノ島電鉄◇
- 小田急電鉄
- 京王電鉄
- 京成電鉄
- 京浜急行電鉄
- 埼玉高速鉄道
- 相模鉄道
- 首都圏新都市鉄道
- 西武鉄道
- 多摩都市モノレール
- 東急電鉄
- 東京地下鉄
- 東京都交通局（都営地下鉄・都電荒川線・日暮里・舎人ライナー） [注釈 3]
- 東武鉄道
- 東葉高速鉄道
- 小田急箱根（鉄道線のみ）
- 北総鉄道
- ゆりかもめ
- 横浜高速鉄道
- 横浜市交通局（横浜市営地下鉄）
- 横浜シーサイドライン◇

#### 2009年3月14日より
- 関東鉄道（バスについても導入済み）◇[注釈 4]
- 千葉都市モノレール◇[注釈 5]
- 舞浜リゾートライン

#### 2018年4月1日より
- 湘南モノレール◇[16]

#### 2022年3月12日より
- 秩父鉄道◇[30]

### バス・路面電車
PASMOを導入しているバス事業者は以下のとおり。
導入事業者であっても高速バス、コミュニティバスなどでは利用できない場合がある。また、PASMO定期券を導入していない事業者もある。
幹事事業者については50音順に掲載。事業者名・営業所名については導入当時の名称を記載。
凡例
(a)の営業所・バス事業者は2007年3月18日当初から導入
(b)の営業所・バス事業者は2007年3月19日 - 12月31日に導入
(c)の営業所・バス事業者は2008年に導入
(d)の営業所・バス事業者は2009年に導入
それ以外の営業所・バス事業者については同年以降順次導入
◎印は2007年12月21日付けのリリースにて新たに公表され、導入時期が未定ながらPASMOの導入を準備することとなったバス事業者。
◆印はPASMO側のリリースにて公表されていないものの、導入時期が未定ながらPASMOの導入を準備することとなったバス事業者。
◇印は首都圏バス共通カードが導入されていなかった事業者。
全営業所への導入完了済みの事業者には、事業者名の頭に★印を記す。
- ★イーグルバス ◇
- 伊豆箱根バス◇ (b)小田原営業所 (d)三島営業所
- 江ノ島電鉄（導入当初）→★江ノ電バス横浜 (a)横浜営業所 (c)鎌倉営業所
  - 江ノ電バス（発表当初）→★江ノ電バス藤沢 (c)手広営業所、藤沢営業所
- ★小田急バス (a)若林営業所 (b)狛江営業所、生田営業所、町田営業所 (c)武蔵境営業所、吉祥寺営業所
  - ★小田急シティバス (a)
- ★神奈川中央交通 (a)戸塚営業所、ツインライナー（湘25系統） (b)茅ヶ崎営業所、藤沢操車所、綾瀬営業所 (c)町田営業所、多摩営業所、ツインライナー（厚105系統）、平塚営業所、大和営業所、中山操車所、相模原営業所、横浜営業所、舞岡営業所、厚木営業所、(d)伊勢原営業所、伊勢原営業所秦野操車所
  - ★湘南神奈交バス (c)平塚営業所 (d)秦野営業所
  - ★津久井神奈交バス (c)津久井営業所、城山操車所
  - ★横浜神奈交バス (c)中山営業所、舞岡営業所
  - ★相模神奈交バス (c)町田営業所、相模原営業所、厚木営業所
  - ★藤沢神奈交バス (b)藤沢営業所 (c)大和営業所
- ★川崎市交通局 (a)
- ★川崎鶴見臨港バス (a)神明町営業所、塩浜営業所 (b)鶴見営業所、浜川崎営業所
- ★関東鉄道◇[43][44][注釈 6]
  - ★関鉄観光バス - 佐原営業センターは導入しないまま路線全廃。2024年4月に路線バスから撤退済。
  - ★関鉄グリーンバス - 2024年7月に関東鉄道に吸収合併。
  - ★関鉄パープルバス - 2024年7月に関東鉄道に吸収合併。
- ★関東バス (a)武蔵野営業所、青梅街道営業所、五日市街道営業所、阿佐谷営業所 (b)丸山営業所
- ★京浜急行バス (a)京浜島営業所、羽田営業所、大森営業所 (b)逗子営業所、(c)衣笠営業所、三崎営業所、久里浜営業所
  - ★羽田京急バス (a)東京営業所
  - ★横浜京急バス (a)杉田営業所、能見台営業所 (c)追浜営業所
  - ★湘南京急バス (c)鎌倉営業所、堀内営業所
- ★京王電鉄バス (b)府中営業所、桜ヶ丘営業所、多摩営業所、八王子営業所
  - ★京王バス (a)中野営業所、永福町営業所 (b)調布営業所、府中営業所、小金井営業所、多摩営業所、南大沢営業所（寺田支所は設立前） (c)中央高速バス富士五湖線、甲府線
- ★京成バス 金町営業所、江戸川営業所、市川営業所、松戸営業所、新都心営業所、習志野出張所、長沼営業所、千葉営業所
  - ★千葉中央バス (d)
  - ★千葉海浜交通 (d)
  - ★千葉内陸バス (d)
  - ★東京ベイシティ交通 (c)
  - ★ちばフラワーバス
  - ★ちばレインボーバス
  - ★ちばシティバス (d)
  - ★ちばグリーンバス (c)
  - ★京成タウンバス (a)（金町三郷線、戸ヶ崎循環線のみ使用不可）
  - ★京成トランジットバス (d)
  - ★京成バスシステム (d)
  - ★成田空港交通 （一般路線バスは2020年3月16日より）
  - ★東京BRT
- ★国際興業バス (a)西浦和営業所、練馬営業所 (b)さいたま東営業所、赤羽営業所、志村営業所、池袋営業所、川口営業所 (c)鳩ヶ谷営業所、戸田営業所、飯能営業所
- 小湊鉄道（バス事業のみ）◇塩田営業所、姉崎車庫、木更津車庫[46]
- ★相鉄バス (a)旭営業所、(c)横浜営業所、綾瀬営業所
- ★西武バス (a)練馬営業所、高野台営業所、上石神井営業所、新座営業所 (b)滝山営業所 (c)小平営業所、立川営業所、所沢営業所、大宮営業所、川越営業所、狭山営業所、飯能営業所
  - ★西武観光バス (c)
- ★立川バス (c)上水営業所、拝島営業所、瑞穂営業所、曙営業所
- 千葉交通 ◇銚子営業所（利根ライナー号、犬吠号のみ）、成田営業所
- 東海バス ◇（熱海自然郷線と三島エクスプレスを除く全路線。）
- ★東急バス (a)淡島営業所、弦巻営業所、下馬営業所、高津営業所 (b)瀬田営業所、目黒営業所、池上営業所、荏原営業所、虹が丘営業所 (c)青葉台営業所、川崎営業所、東山田営業所、新羽営業所
  - ★東急トランセ ◇(b)（代官山循環線）

※すでに独自ICカード「トランセカード」を発行していたが、これを移行する形でPASMOに対応した。
- ★東急電鉄（世田谷線）◇

※独自ICカード「せたまる」を発行し、PASMO導入後も併用していたが、2012年にサービス廃止。
- 東京空港交通 ◇（一部の路線を除く）
- ★東京都交通局（都電荒川線・都営バス）(a)
- 東武バス
  - ★東武バスセントラル (a)西新井営業所 (b)足立営業事務所、葛飾営業所、花畑営業所 (c)三郷営業所、草加営業所、八潮営業所、吉川営業所
  - ★東武バスウエスト (a)川越営業事務所 (b)上尾営業所、坂戸営業所 (c)大宮営業事務所、新座営業所、天沼営業所、岩槻営業所
  - ★東武バスイースト (c)西柏営業事務所、沼南営業所
  - ★東武バス日光 ◇日光営業所
  - ★朝日自動車 (c)越谷営業所、杉戸営業所、久喜営業所、菖蒲営業所、加須営業所、境営業所 (d)本庄営業所、太田営業所
  - 茨城急行自動車 (c)松伏営業所、野田営業所（導入計画は終了。残りの古河営業所はバス共通カード非導入であった）
  - ★国際十王交通 (d)熊谷営業所（未導入の伊勢崎営業所は十王自動車として独立）
  - ★川越観光自動車 (c)森林公園営業所
  - ★阪東自動車 ◇(d)我孫子営業所
  - 関越交通 ◇（一部路線を除く）
- ★東洋バス ◇
  - ★千葉シーサイドバス ◇
- 日東交通 ◇木更津運輸営業所（君津 - 新宿線を除く）、◇君津運輸営業所、◇富津運輸営業所（上総湊出張所を除く）、◇鴨川運輸営業所（高速バス）、◇館山運輸営業所（高速バス（房総なのはな号・新宿なのはな号を除く））
  - 鴨川日東バス ◇（高速バス・路線バス（一部の路線を除く））
  - 館山日東バス ◇（高速バスのみ）
- ★西東京バス (b)楢原営業所、五日市営業所（八王子方面）、恩方営業所 (d)五日市営業所（福生・檜原方面）、青梅営業所、氷川車庫
- ★箱根登山バス (a)湯河原営業所、関本営業所、宮城野営業所 (b)小田原営業所
  - ★小田急ハイウェイバス ◇(a)(b)世田谷営業所、御殿場営業所
- ★日立自動車交通
- ★船橋新京成バス (c)鎌ヶ谷営業所、(c)習志野営業所
  - ★松戸新京成バス (c)
- 富士急行グループ
  - ★富士急モビリティ ◇(c)御殿場営業所、(c)湘南営業所[注釈 7]
  - ★フジエクスプレス◇ 本社営業所（(a)ちぃばす、(c)ハチ公バス神宮前・千駄ヶ谷ルート）、(b)横浜営業所（134系統「横浜タウンバス」）
  - ★富士急バス ◇(c)
  - ★富士急シティバス ◇(c)
  - ★富士急静岡バス ◇(c)
- ★平和交通 ◇(a)
  - ★あすか交通 ◇(c)
  - ★西岬観光 ◇
- ★山梨交通 ◇(c)（一般路線バス、中央高速バス甲府線）
- ★横浜市交通局（横浜市営バス）(c)
  - ★横浜交通開発 ◎(c)

### 過去の導入事業者
- 新京成電鉄 - 2007年3月18日より導入されていたが、2025年4月1日をもって京成電鉄に編入され、同社松戸線となった。京成電鉄編入後もPASMOや交通系ICカードは利用可能。

## PASMO未導入の関東地方の事業者

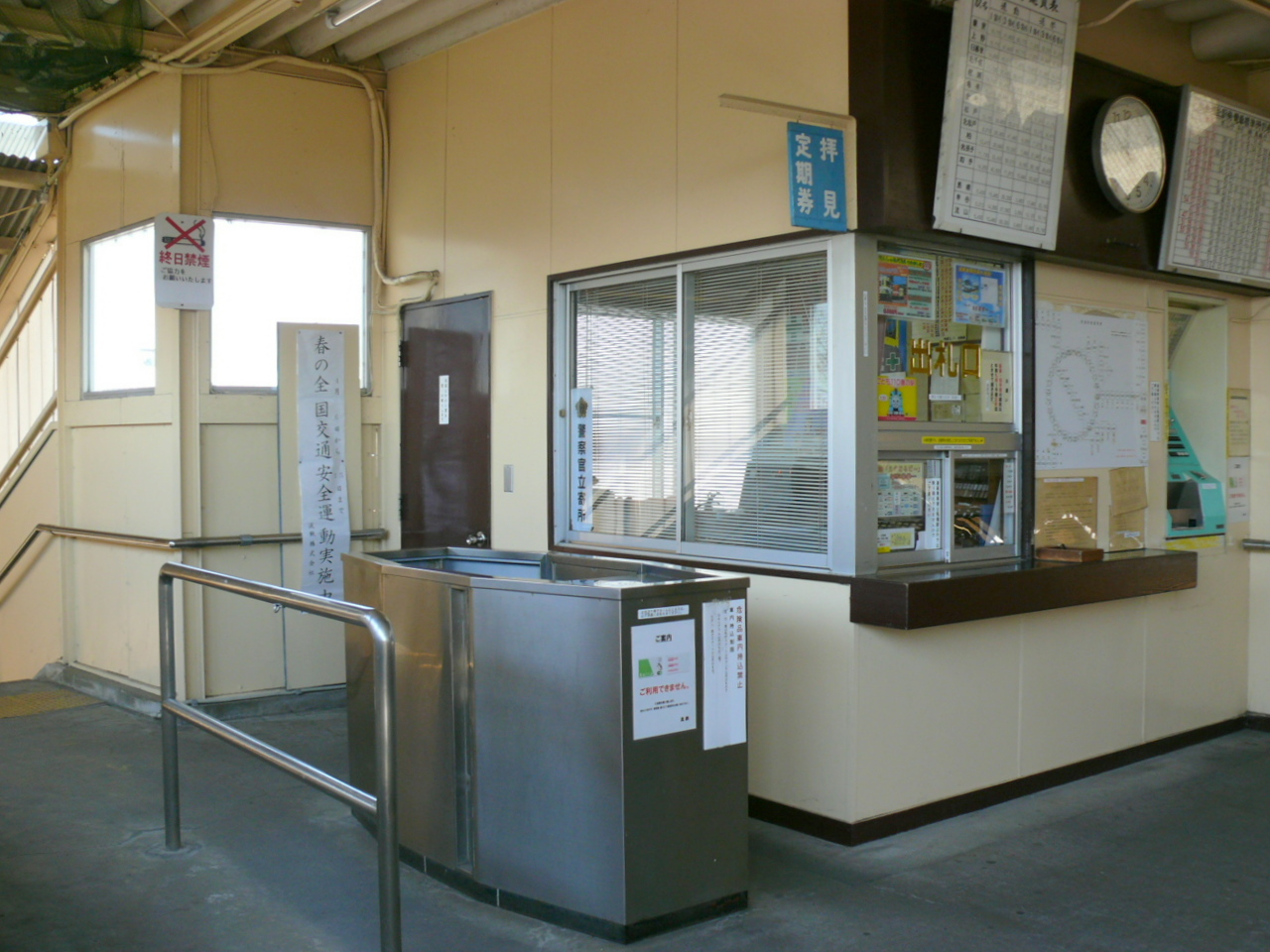
「（PASMO）ご利用できません」の張り紙が出ている改札口（流鉄 小金城趾駅＝千葉県松戸市）

「首都圏をはじめ全国の鉄道・バスでご利用いただけます」と説明されることが多いPASMOであるが、関東地方にもPASMOが利用できない鉄道・バス事業者が存在する。東京通勤圏でもSuicaを含めた交通系ICカード完全導入は達成されておらず、特に新規参入や中小事業者の多いバスでは未導入事業者が存在する。
以下は主なPASMO未導入事業者の一覧。

### 鉄道
埼玉県、東京都、神奈川県の鉄道事業者は全てPASMOが利用可能（一部新幹線におけるSF利用、一部特急列車やSuica・PASMOエリアとTOICAエリア間を跨いでのSF利用、鋼索鉄道・索道を除く）。なお、ICカード導入事業者との共同使用駅の場合、券売機にてSF残高を用いた乗車券引き換えが可能な駅も存在する。
- 銚子電気鉄道[40]
- 流鉄[40]
- 小湊鉄道[40] - バスは一部利用可
- いすみ鉄道[40]
- 芝山鉄道[40]
- 山万[40] - 2024年6月15日から顔認証による乗車システム「ユーカリPASS」を導入
- ひたちなか海浜鉄道[40]
- 鹿島臨海鉄道[40]
- 真岡鐵道
- 野岩鉄道[40]
- 上信電鉄[40]
- 上毛電気鉄道[40]-2025年冬ごろを目処にIC乗車カードを導入予定。ただし、PASMOか地域連携ICカード「nolbe」のどちらになるのかは不明。
- わたらせ渓谷鐵道[40]

### バス
新規参入事業者が多い。東京23区内でも未導入事業者がある。独自の乗車カードや電子マネー決済を導入した事業者もある。
- 銀河鉄道
- 大島旅客自動車
- 八丈町営バス
- 三宅村営バス
- 神津島村営バス
- 小笠原村営バス
- 大和観光自動車
- ライフバス
- 協同バス
- グローバル交通
- ジャパンタローズ
- 平成エンタープライズ - WAONを導入。
- マイスカイ交通
- ロイヤル交通
- 深谷観光バス - PayPayを導入。
- 埼玉観光 - WAONを導入。
- 九十九里鉄道
- 鎌ヶ谷観光バス（生活バスちばにう）
- 芝山交通
- 茨城交通 - 独自ICカード「いばっピ」「でんてつハイカード」を導入。
- 池田交通
- 大利根交通自動車
- 椎名観光バス
- やしお観光バス
- 日光交通
- 館林観光バス（広域公共路線バス）
- つゝじ観光バス（広域公共路線バス）
- ボルテックスアーク
- 十王自動車（PASMO導入事業者である国際十王交通から未導入だった伊勢崎営業所を分離独立）

## 相互利用

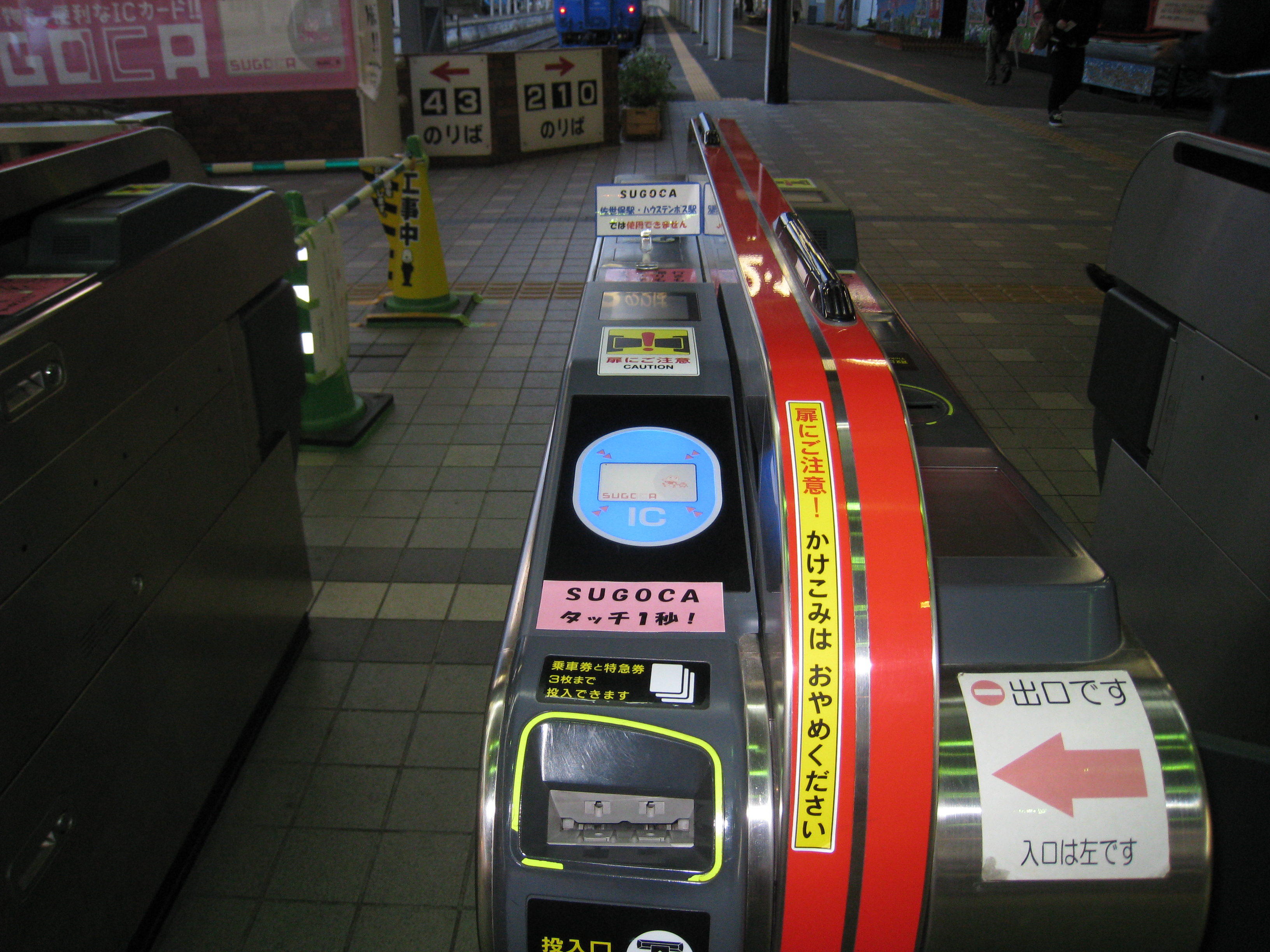
相互利用できるエリアでもPASMOが明記されていない場合が多い（JR九州長崎駅・SUGOCAエリア）

相互利用関係（クリックで拡大）

PASMOのサービス開始と同時に、JR東日本のSuicaとの間では相互利用が行われ、東京モノレール・東京臨海高速鉄道・埼玉新都市交通など、Suica加盟事業者の利用エリアのうち、首都圏エリアの鉄道やバスでPASMOが利用できるようになった。また、Suicaとの間では独自サービスも共通利用できる仕組みとなっていた。2008年（平成20年）3月29日からは、仙台・新潟都市圏の各Suicaエリア内の鉄道線でも利用可能となり、Suica全エリア鉄道線における相互利用が開始された。なお仙台空港鉄道各駅では、当初は自動改札機がPASMOに対応していなかったため、2009年（平成21年）3月13日まで改札窓口で入出場処理を行っていた。
2001年のSuicaの利用開始を皮切りに、大都市圏のJRや私鉄グループがそれぞれに交通系ICカードを導入し、利便性の観点から相互利用も進んでいたが、おおむね同一エリアのJRと私鉄グループ間か、他エリアのJR相互間に留まっていた。交通系ICカードの全国相互利用について、加盟各社による協議会では2009年（平成21年）2月当時は「検討中」としていた。経営体力のある大手事業者を中心に相互利用拡大を求める意見が台頭した一方、小規模経営のバス会社からは維持費の負担が増加することや費用対効果の面から反対意見があり、結論は未定であった。
その後、PASMO協議会 (PASMO) と北海道旅客鉄道（JR北海道、Kitaca）、東日本旅客鉄道（JR東日本、Suica）、東海旅客鉄道（JR東海、TOICA）、西日本旅客鉄道（JR西日本、ICOCA）、九州旅客鉄道（JR九州、SUGOCA）、名古屋市交通局・名古屋鉄道（manaca：当時サービス開始前）、スルッとKANSAI協議会(PiTaPa)、福岡市交通局（はやかけん）、西日本鉄道 (nimoca) が、それぞれ発行するICカード乗車券の相互利用開始の検討を始め、2010年（平成22年）に検討会を立ち上げた。
その結果、2013年（平成25年）3月23日より上記10種の交通系ICカード相互利用開始が決定し、「IC」を図案化した全国相互利用サービスのシンボルマークが制定された。なお、全国相互利用サービス開始後も、関東鉄道（鉄道のみ）・千葉都市モノレールは相互利用対象外となっているが、両社が発行するPASMOは他のICカード同様に利用できる。2017年3月31日までは、多摩都市モノレール・（横浜新都市交通→）横浜シーサイドラインも相互利用対象外であった。
10種の交通系ICカード全国相互利用サービスを片利用扱いで利用できるエリアも順次拡大しており、
- 2013年（平成25年）3月23日からりゅーとエリア（新潟交通）[53] 、LuLuCaエリア（静岡鉄道・しずてつジャストライン）[54]
- 2013年（平成25年）6月22日からSAPICAエリア（札幌市交通局ほか；電子マネーは対象外）[55]
- 2016年（平成28年）3月26日からicscaエリア（仙台市交通局ほか）[56]
- 2018年（平成30年）3月3日からIruCaエリア（高松琴平電気鉄道ほか）[57]
- 2018年（平成30年）3月17日からPASPYエリア（広島県内民鉄・バス各社）[58]
- 2020年（令和2年）2月16日からエヌタスTカードエリア（長崎自動車グループ）[59]

でも利用可能となっている。
なお、2016年（平成28年）3月23日から2024年（令和6年）11月15日まで熊本地域振興ICカードエリア（熊本県内民鉄・バス各社）でも利用可能だったが、機器更新費が約12億円かかることを理由に翌16日から利用できなくなった。

## 利用方法
PASMOは、基本的に自動改札機の読み取り部（一部鉄道事業者では専用改札機も設置）やバス運賃箱のIC読み取り装置などに1秒程度タッチするだけで通過することができる。タッチが不完全であったり、2枚以上のICカードを重ねてタッチするとエラーが起こる。開発当初はIC読み取り装置を浮かせたまま通り通過することが前提であったため、IC読み取り装置から約半径10cm程度であればタッチしなくても反応する。
なお、Suicaとの相互利用に関する特殊な取扱の詳細は首都圏ICカード相互利用サービス参照。

### 購入方法
PASMOは、加盟事業者のうち鉄道駅にある自動券売機・窓口・定期券売り場やバスの営業所・案内所などで購入できる。鉄道事業者によっては対応路線の全駅で購入可能だったり、バス事業者によっては車内販売（主に1,000円で販売）も行っている。
PASMO定期券を除く記名PASMOと無記名PASMOの発売額は1,000円、2,000円、3,000円、4,000円、5,000円、10,000円の6種類である（一部事業者では1,000円から20,000円までの1,000円単位）。発売額にはデポジット500円が含まれており、利用可能額は発売額からそれを減算した額となる。デポジットは運賃や電子マネーの金額に充当できないが、PASMOが不要になった時に返却される。
なお記名PASMOの場合、鉄道事業者発売のものには名前が記載されるが、バス事業者発売のものには購入後裏面に名前を記入するスペースがあるので、そこに記載しなければならない。ただしカード自体には名前などのデータが記録されている。
上記の方法で購入した記名PASMOは、2008年（平成20年）3月15日からオートチャージ機能を後から付加することが可能になった。
オートチャージ機能付きのPASMOを購入するには、オートチャージサービスに対応したクレジットカード会社への申し込みが必要である（クレジットカード一体型PASMOも同様）。ただし、すでに対応クレジットカードを所持している場合はこの限りではない（PASMOのみの申し込み）。その上でクレジットカード発行会社にPASMOオートチャージの申し込みを行う。審査後（PASMOのみの申し込みの場合を除く）、通常約1か月程度でPASMOが郵送され、この時のデポジットが後日申し込んだクレジットカード発行会社より請求される。なお、郵送時点でのPASMOのチャージ残額は0円である。また、対応クレジットカードと記名PASMOを所持する場合、記名PASMOにオートチャージ機能を付加する場合は、前述と同様に対応クレジットカード会社にPASMOオートチャージ機能付加の申し込みを行い、約1か月程度で送付される案内はがきを駅に持参して設定を済ませた上で利用可能となる。
PASMO PASSPORTは、券面は2,000円のみ、デポジットはない（ただしPASMOのデポジットに相当する500円は発行手数料として徴収されるため、利用できる金額はPASMOと同額の1,500円である） 発売場所も成田空港駅・空港第2ビル駅（京成）、羽田空港第3ターミナル駅（京急）などに限定され、窓口でパスポートにより外国人旅行者であることを確認の上で販売する。

### チャージ

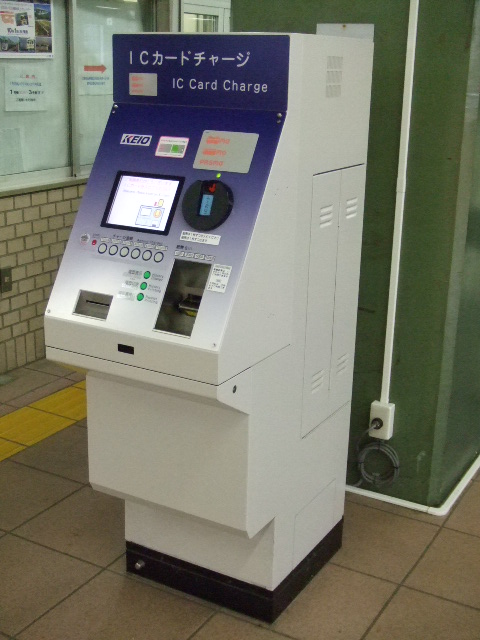
ICカードチャージ機（京王電鉄）

PASMOへのチャージ（入金）の方法は、鉄道の場合は、加盟事業者および相互利用事業者の駅にあるICカード対応の自動券売機・自動精算機・簡易入金機（一部事業者のみ）・駅窓口、事務室（同）で1,000円、2,000円、3,000円、4,000円、5,000円、10,000円の6種類の金額を選んでチャージすることができる。ただし、上限金額は20,000円である。なお、一部事業者では10円単位でチャージすることもできる。
バスの場合は1,000円単位でチャージすることができる。この場合は乗務員に申し出てからPASMOを読み取り部に置き、その次に紙幣を運賃箱の挿入口に入れる。ただし、残額が10,000円を超えている場合はチャージできない。入金可能な紙幣は、多くの事業者では、千円札のみとなっている。また、二千円札以上の紙幣でのチャージが可能な運賃箱を設置している事業者は少なく、箱根登山バス・伊豆箱根バス・神奈川中央交通グループ・西東京バスなどである。また、硬貨やバス共通カードなどのカード回数券でのチャージはできない。なお、営業所やバスターミナルの窓口では高額紙幣でチャージできる場合がある。
他、JR東日本の駅構内にあるNewDays（ICOCAなどを含め、一部の店舗では対応が可能になった）や、コンビニエンスストアのファミリーマート（旧am/pm店舗を含む）・ローソン・セブン-イレブン・ミニストップ、および全国のイオンやマックスバリュなどイオングループ店舗での店頭チャージが可能である。なお、PASMOが導入されている旧am/pmの店舗でもSuicaのチャージは可能である。
2018年10月15日からは、セブン銀行のATMでもチャージが可能となる。

#### オートチャージ
チャージ残高が一定額未満となった場合に、登録したクレジットカードを経由して自動的に一定金額をチャージするサービスである。サービス開始時点では残額が2,000円以下の場合、自動的に3,000円分チャージされるようになっている。
利用できるクレジットカードは、JCB・三井住友カード・三菱UFJニコスの3社が発行する「Pastown（パスタウン）カード」とPASMOに参加する交通事業者系のクレジットカード、全日本空輸のANAカードのうち、東京地下鉄・JCBと提携して発行するANA To Me CARD PASMO JCBのみで、これら以外のクレジットカードは利用できない。PASMO加盟事業者の中には、サービス開始に併せてクレジットカード事業に新規参入したケースもある。
オートチャージされるのはPASMOまたはSuicaエリア（首都圏・仙台・新潟・青森・盛岡・秋田）の自動改札機を利用した場合である。サービス開始当初は入場時のみチャージされていたが、2018年3月17日からは出場時にも設定金額を下回っていればオートチャージがされるようになった。ただし1ラッチ改札口（乗換専用改札）、バス・路面電車の運賃箱、電子マネー端末、新幹線改札機、オートチャージ未対応の簡易改札機ではオートチャージは行なわれない。また、Suicaオートチャージを導入している地域連携ICカードエリア（Iwate Green Passエリア・iGUCAエリア・odecaエリア・LOCOCAエリア・totraエリア・nolbéエリア・KURURUエリア）でもオートチャージは行なわれない。一部の事業者にはオートチャージが可能な簡易改札機があり、カードをタッチするモジュールの部分が通常の改札機と同じ青色に点灯しているのが特徴である。
また、本サービスを受けるためのオートチャージ機能付きPASMOはカード会社への申し込み後に送付される専用のカードのみであり、2008年（平成20年）3月14日までは駅発売のものやすでに所持しているPASMOにオートチャージ機能を追加で設定することができなかったが、翌15日から記名PASMOに限りオートチャージを追加できるようになった。
オートチャージ機能付きPASMOを入手する場合は、それに対応するクレジットカード会社に対してPASMOとクレジットカードの両方を申し込み、郵送にて受け取る。ただし、すでに対応クレジットカードを所持している場合はPASMOのみを申し込めばよい。2007年（平成19年）2月3日から申し込み受付を行っている。なお、受け取ったオートチャージ機能付きPASMOは駅窓口などでの手続きにより定期券情報を追加することも可能である。しかし、定期区間内でも設定金額を下回ると、自動チャージされるため注意が必要。また、対応クレジットカードを所持している人で記名PASMOにオートチャージ機能を付加する場合は、対応クレジットカード会社に対してPASMOオートチャージ機能付加の申し込みを行うだけでよい。この場合、約1か月程度で送付される案内はがきを駅窓口に持参して利用開始の手続きを行わなければならない。どちらの方法も、駅窓口などで申し込み用紙を入手し、各クレジットカード会社へ請求する。
対応クレジットカードを発行している加盟事業者は以下の通りである。
- 小田急電鉄：「小田急OPクレジットカード」
- 京王電鉄：「京王パスポートカード」他
- 京成電鉄：「京成カード」（導入時に新規参入）
- 京浜急行電鉄：「京急カード」他
- 相模鉄道：「相鉄カード」（導入時に新規参入）
- 西武鉄道：「プリンスカード」他（導入に先駆けて参入）
- 東急電鉄：「TOKYU CARD」他
- 東京地下鉄：「Tokyo Metro To Me CARD」（導入時に新規参入）
- 東武鉄道：「東武カード」
- 横浜市交通局：「横浜交通hama-eco card」

対応クレジットカードを発行している加盟事業者以外の提携事業者は以下の通りである。
- 全日本空輸・東京地下鉄：「ANA To Me CARD PASMO JCB」
- 全日本空輸・東急電鉄：「ANA TOKYU POINT ClubQ PASMO マスターカード」

さらに、Pastownカード加盟事業者のうち東急・東武・京急・東京地下鉄の4社では「クレジットカード一体型PASMO」の発行を2008年（平成20年）3月15日から開始している。そのため、オートチャージ機能付きPASMOカードを発行予告していた際の募集で入会した新規会員のクレジットカードは、有効期限が2008年（平成20年）3月までとなっていた。Pastownカードを除き、カードの裏面左中央に定期券情報を記録することができる。ただし、PASMO定期券を所持している人がクレジットカード一体型PASMOを申し込み、かつ定期券情報を記録する場合は、いったんPASMO定期券の払い戻し手続きを行ってから申し込みを行い、改めて定期券情報を記録しなければならない。また、申し込みから送付までに約1か月間かかるため、その間は別のPASMO定期券か磁気定期券の1か月ものを購入・利用しなければならない。
2012年（平成24年）3月1日からは、全日本空輸・東京地下鉄・JCBの3社が提携したANA To Me CARD PASMO JCB（ソラチカカード）の発行を開始している。このカードはANAカード・Tokyo Metro To Me CARDのサービスが同時に受けることが可能となっている。また、SFポイント乗車サービスやメトロポイントをANAのマイルに交換する条件が、通常のTokyo Metro To Me CARDよりも優遇されている。
すでにオートチャージ機能付きPASMOを所持している場合、それと紐付けられたクレジットカードで新たにオートチャージ機能付きPASMOを申し込むことはできない。また、一部のクレジットカード発行事業者では現金専用のポイントカードも発行しているが、このカードでオートチャージ機能付きPASMOを入手することはできない。
オートチャージ機能付きPASMOは、通常の記名PASMOと同様にPASMOのみの払い戻しや対応クレジットカードの解約ができる。対応クレジットカードを解約した場合はPASMOが記名PASMOとして引き続き利用できる。また、支払いカードがPastownカードの場合は払い戻しをもってクレジットカードも自動的に解約となる。また、クレジットカード一体型PASMOでもオートチャージ機能付きPASMOと同様の払い戻しや解約ができるが、クレジットカード機能を解約する場合はクレジットカード会社をその旨を申請後一体型PASMOと公的証明書を駅窓口などへ持参してPASMO機能の移し替え手続きを行わなければならない。この場合、通常のPASMOに交換されるが、デポジットは現金で支払わなければならない。
なお、前述の通りPASMOカードが品薄となったことから、2007年（平成19年）4月13日から9月28日まで一時新規受付を中止していた（Pastownカードおよび新銀行東京を除きクレジットカード自体の申し込みは可能）が、同年9月29日に受付を再開した。
導入当初は東京都交通局が対応したカードとして「新銀行東京カード」（JCB・ニコスVISAのみ）もオートチャージ対応カードに指定されていたが、同行が2008年（平成20年）2月8日をもって提携キャッシュカードの申し込み受付を終了したため、現在は該当のカードでオートチャージの申し込みを行うことができない。東京都交通局は現在「ToKoPo」でポイントサービスを行っているが、ToKoPoはクレジットカードを介したサービスではないため、オートチャージはできない。
前述のとおりバスや路面電車利用時はオートチャージの適用外だが、東急電鉄と東急バスでは系列の東急カード会員限定で精算時残高不足になった場合に所定の金額をオートチャージする「ノッテチャージサービス」を実施している。こちらはチャージ残高が精算時に精算金額を下回っていた場合のみ適用され、チャージ金額も1,000円（高速バス・空港連絡バス利用時は3,000円）に固定されている。

#### クイックチャージ
PASMOクイックチャージとは、PASMO取扱事業者の駅にある自動券売機で、クレジット決済によるチャージが簡単にできる機能のこと。PASMOクイックチャージは、オートチャージサービスに自動付帯しているサービスである。
但し、クイックチャージが利用可能な場所は東急電鉄線各駅の自動券売機のみである。
また、全国相互利用交通系ICカードの中で、クレジットカードによるオートチャージとクイックチャージ両方に対応をしているのは、PASMOの他にnimocaだけである。

#### パスネット残額の引き継ぎ
PASMOの普及により、2008年（平成22年）1月10日でパスネットの発売が終了し、同年3月14日でパスネットの自動改札機での利用が終了した。このため、翌15日以降残額があるパスネット所持者のためにPASMOへの残額引き継ぎサービスを行っている。実施事業者は22事業者のうち東武鉄道・西武鉄道・京王電鉄・東京急行電鉄・京浜急行電鉄・新京成電鉄・横浜高速鉄道・首都圏新都市鉄道・東京地下鉄・東京都交通局の10事業者である。
このうち、京王電鉄と東京急行電鉄は3月1日から、西武鉄道は3月5日から先行してサービスを行っている（パスネットを導入していなかった西武多摩川線では残額引き継ぎは行わなかった）。Suicaへの残額の引き継ぎはできない。
パスネット残額の引き継ぎサービスは、2015年（平成27年）3月31日をもって終了した。

### 鉄道での利用
| 使用方法 |  | PASMO対応自動改札機のICカード読み取り部（京浜急行電鉄 大鳥居駅） |  | PASMOエリア北端の駅（東武鉄道 新藤原駅） |
| 使用方法 |  | PASMO対応自動改札機のICカード読み取り部（京浜急行電鉄 大鳥居駅） |  | PASMOエリア北端の駅（東武鉄道 新藤原駅） |

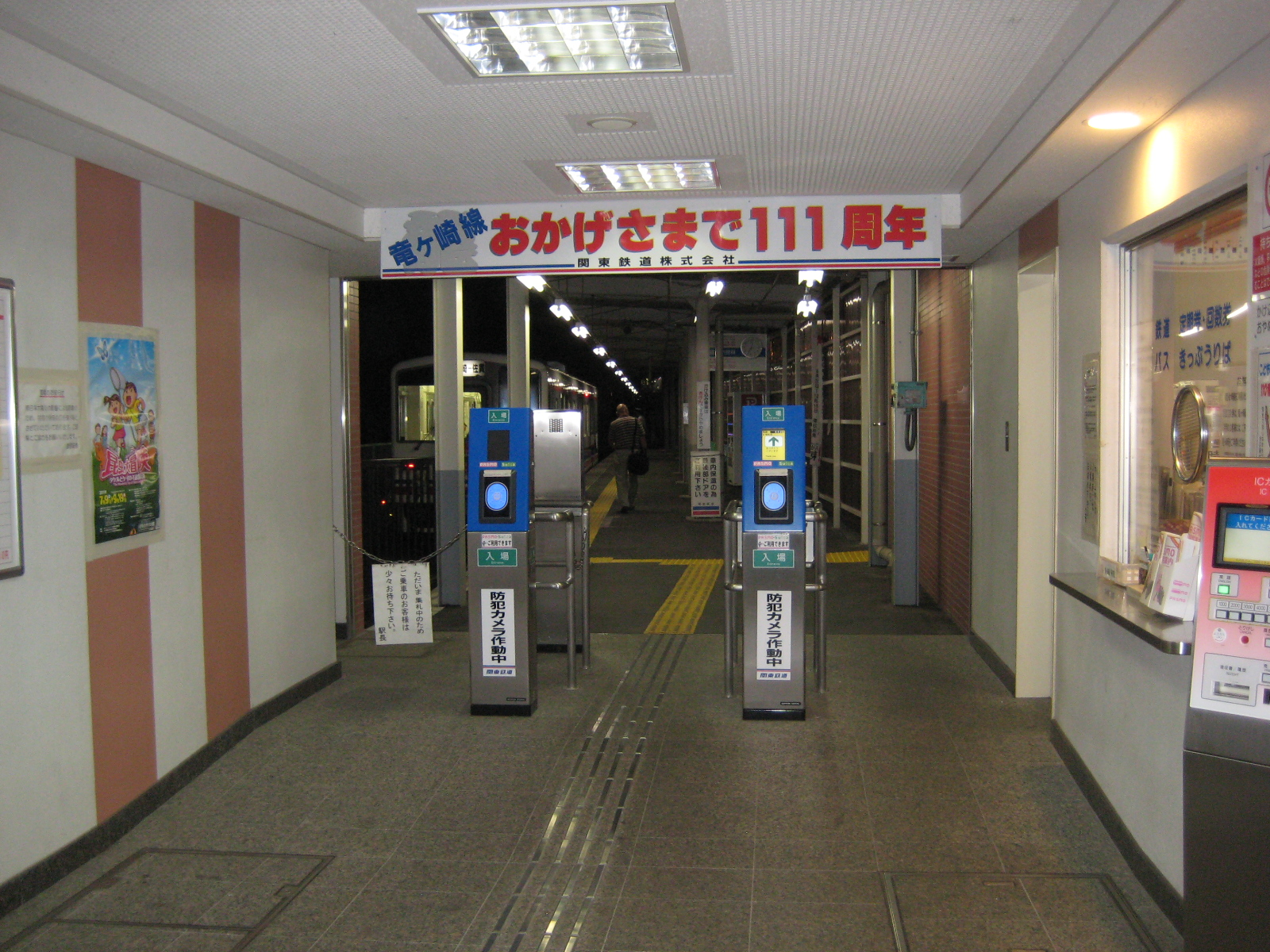
PASMO簡易改札機（関東鉄道 佐貫駅）

鉄道の場合は出場時に乗車区間の運賃分を一括して引き去る。ただし、従来のパスネットと同様に各鉄道事業者線の初乗り運賃以上の残額がないと入場できない。そのため、自動改札機のディスプレイには入場時に引き去り前の残額とSF（定期）利用が、出場時に引去額（定期利用の時は表示されない）と引き去り後の残額がそれぞれ表示される。また、従来のパスネット適用を含む他の鉄道事業者線との連絡割引についてもPASMOで自動的に適用される。ただし、重複する場合は値引き額が大きい方のみの適用となる。なお、一度に精算できるのは4事業者分までであり、途中一度も改札を通らない場合は圏内で最大6事業者までの連続乗車が可能となるが、運賃計算上5事業者以上になる場合は窓口での精算となる。
例：1.横浜高速鉄道線→〈直通〉→2.東急線→〈直通〉→3.都営地下鉄線→〈直通〉→4.京成線→〈直通〉→5.北総線
SuicaについてもPASMOサービス開始時から前述の方法が適用される。自動改札機が設置されていない駅については簡易ICカード改札機を設置して対応している。Suica事業者であるJR東日本線との連絡改札機が簡易ICカード改札機になっている場合の対Suica事業者間の乗り換えは改札機にタッチする（簡易改札機のためタッチしないでも通り抜けることができる場合があるが、実際の乗車経路と異なる運賃分が減額されることになり、当該区間の定期券を所有している場合は定期区間外を利用したものとみなされ、別途SFから運賃が差し引かれる。）。
連絡定期券の発売範囲は従来の磁気定期券の発売範囲に加えて多摩都市モノレール・ゆりかもめ・横浜シーサイドラインにも拡大されている。途中改札を通らない経路で定期券が2枚以上になる場合はIC定期券を含んだ組み合わせでは利用できず、従来通り磁気定期券2枚を使用することになる。この場合、IC定期券とパスネットなど他の乗車券類との同時使用での改札機の通過も不可能である。ただし、JR東日本の自動券売機と自動精算機ではイオカードまたはオレンジカードにPASMOを併用しての乗車券の購入または乗り越し精算が一部の駅で可能である。定期券のうちPASMOで発行可能になるのはPASMO加盟事業者間のみのものとPASMO加盟事業者とSuica加盟事業者に跨る連絡定期券に限られている。Suica・PASMOの両事業者間に跨る連絡定期券は基本的にどちらにも発行できるが、種類によっては発売事業者が限られる場合もある。また、発着駅ともSuica加盟事業者社のみとなる定期券をPASMO定期券として発行することはできず、逆も同様である。2008年（平成20年）3月15日から発売範囲が拡大された。
サービス開始当初は、SuicaとPASMOの双方に対応している駅でも、町田駅（JR・小田急）、JR稲田堤駅 - 京王稲田堤駅、新秋津駅（JR） - 秋津駅（西武）、新八柱駅（JR） - 八柱駅（新京成）などで、JR東日本との間で連絡運輸の協定が締結されていなかったため、連絡定期券の乗り継ぎ駅の対象とされていない駅も存在していた。2008年（平成20年）3月15日に連絡定期券の発売範囲が拡大されたことで多くは解消された。
鉄道での輸送障害が起きた場合の振替輸送については、Suicaと同様に基本的には対象外だが、PASMO定期券の有効期間内で券面表示区間内での乗車に限り受けることができる。切符を買った乗車券では振替輸送が受けられるが、ICカードでのSF乗車の場合についてはパスネットと異なり対象外となる。各鉄道事業者でもその旨、ポスターやリーフレットなどで告知している。
なお、鉄道（路面電車は除く）の利用の場合、クレジットカードつきのものを除いて、これまでは利用によるポイントの類はつかなかった（これはSuicaも同じである）。そのため、回数券などを利用した方が割安になる場合もある。一方で、2011年8月に東京都交通局が「ToKoPo」サービスを、2018年3月には東京地下鉄が「メトポ」サービスを開始するなど、一部では変化も見られる。ただし、還元率は回数券に比べると大幅に低い。

#### 二区間定期券
複数の事業者の路線にまたがる区間を1枚の定期券で発行する「二区間定期券」は、Suicaでは「Suica連絡定期券」として発行可能であるが、PASMOでは下記の一部区間を除いては対応していないため、それ以外の区間でJR線との乗り継ぎ定期を利用する場合はSuicaが必要となる。
- 西武鉄道
  - 西武池袋線練馬駅以西・西武秩父線各駅・西武狭山線各駅・西武新宿線小平駅以西・西武西武園線各駅・西武国分寺線各駅 - 西武池袋線池袋駅 / 西武有楽町線練馬駅 - 東京メトロ有楽町線・副都心線小竹向原駅 - 東京メトロ各駅 （和光市駅 - 要町駅間を除く）・東急電鉄各駅（一部の駅を除く）[68]
  - 西武線各駅 - 西武新宿線西武新宿駅 / JR山手線高田馬場駅 - JR新宿駅以遠[68]
- 東武鉄道
  - 東武東上線和光市駅以西 - 東武東上線池袋駅 / 東京メトロ有楽町線・副都心線和光市駅 - 東京メトロ各駅 （和光市駅 - 要町駅間を除く） [69]
- 小田急電鉄
  - 小田急小田原線東北沢駅以西 - 小田急小田原線新宿駅 / 東京メトロ千代田線代々木上原駅 - 東京メトロ各駅[70]

#### PASMO企画乗車券
一部の鉄道事業者では企画乗車券（一日乗車券）を手持ちのPASMOに書き込む（搭載）形式にて発売している。
紙式（磁気式）乗車券と比較して、PASMOに何度も繰り返し搭載できる、自動改札機や運賃箱にタッチすれば利用可能、IC専用改札を利用可能、乗り越しや追加精算が発生した場合もチャージ残高から自動改札機でそのまま精算可能（利用区間によっては有人改札で精算が必要）などのメリットがある。
なお、これらの乗車券は、クレジットカード一体型PASMOや、PASMO以外の交通系ICカード全国相互利用サービス対象カードには搭載できない。また、購入時に定期券が搭載されているPASMO（定期券が期限切れの場合を除く）には追加で搭載できない。PASMO新規購入と同時に乗車券を搭載することも可能な事業者もあるが、その場合はデポジット500円が乗車券の発売料金に上乗せされる。
2024年4月現在、以下の乗車券が発売されている。発売額の記載がないものは購入内容や購入場所によって発売額が異なる。
- 東京メトロ
  - 東京メトロ24時間券（IC）：600円（小児300円）

当初は「東京地下鉄PASMO一日乗車券」として有効期限は適用日の「始発から終電まで」であったが、2020年3月14日発売分より有効期限を「発売時刻より24時間」に変更し「東京メトロ24時間券（IC）」に改称した。これにより遅い時間に購入した場合にも使い勝手が向上した。ただし、磁気乗車券式の「東京メトロ24時間券」と異なり、有効期限は発売時刻（購入した時間）から24時間となる（磁気乗車券の場合は購入後最初に入場してから24時間）。なお、相互直通運転の乗り入れ先の管轄となる境界駅（目黒駅など）の券売機ではPASMO書き込み式のものは発売されない（磁気乗車券式のみの発売となり、IC専用改札を利用できないなどのデメリットが生じる）。
- 東京都交通局
  - 都営まるごときっぷ：700円（小児350円）

都営地下鉄、都電荒川線、日暮里・舎人ライナー、都営バス（多摩地区を含む）で有効。
  - 都営地下鉄ワンデーパス：500円（小児250円）
- 東京メトロ・都営地下鉄の共通乗車券
  - 東京メトロ・都営地下鉄共通一日乗車券：900円（小児450円）
  - Tokyo Subway Ticket

外国人旅行者向けに販売開始された乗車券。東京メトロ・都営地下鉄で有効。
  - 東京フリーきっぷ：1,600円（小児800円）

東京メトロ全線、都営地下鉄、都電荒川線、日暮里・舎人ライナー、都営バス（多摩地区を含む）、東京23区内のJR東日本線で有効。
JR東日本でも同様に、Suicaに書き込む形式でも販売している。
- 東急電鉄
  - 東急線ワンデーパス：680円（小児340円）
  - 東急線トライアングルパス[73]
  - 東急東京メトロパス PASMOに書き込んだ場合は有効区間外では自動改札を利用できない（JR線や都営地下鉄等にSF乗車できない）。
  - 東急線・東京メトロ共通一日乗車券：1,280円（小児640円）
  - 東急線・都営地下鉄・東京メトロ共通一日乗車券：1,680円（小児840円）
  - 東急線・相鉄共通一日乗車券：1,300円（小児520円）
  - 東急線みなとみらい線ワンデーパス：1,220円（小児610円）
  - 東急線・東急バス一日乗り放題パス：1,090円（小児560円）

民営の鉄道と路線バス共通のPASMO一日乗車券としては初であり、2024年現在では後述する京浜急行電鉄でも発売している。
- 東武鉄道
  - 東武東京メトロパス
  - 東上東京メトロパス
- 西武鉄道
  - 西武東京メトロパス
- 小田急電鉄
  - 小田急東京メトロパス

「1日全線フリー乗車券」は磁気式乗車券での発売。
- 京王電鉄
  - 京王東京メトロパス

他の乗車券と異なりPASMOのみで、磁気式乗車券での発売がない。
  - 京王線・井の頭線一日乗車券：1,000円（小児500円）
  - 京王東京メトロ都営地下鉄パス：Suica・磁気式での購入は不可。
- 京浜急行電鉄
  - みなとみらいきっぷ：Suica・磁気式での購入は不可。
  - 東京周遊パス（TOKYO DAY TRIP PASS）：Suica・磁気式での購入は不可。
  - 京急全線1日フリーパス：2,000円（小児用設定なし）

Suica・磁気式での購入は不可。
  - 京急線・京急バス1日フリーパス：3,000円（小児用設定なし）

民営の鉄道と路線バス共通のPASMO一日乗車券としては前述の東急電鉄に次いで2例目となる。Suica・磁気式での購入は不可。
- 相模鉄道
  - 相鉄・鉄道全線 1日乗車券：880円（小児220円）
  - 相鉄・東急線共通 1日乗車券：1,300円（小児520円）

他の乗車券と異なりPASMOのみで、磁気式乗車券での発売がない。

### バス・路面電車での利用
| バスに掲示される前面幕（東急バスでの例） |  | パスモの告知のためバス事業者でラッピングバス（都営バスの例） |
| バスに掲示される前面幕（東急バスでの例） |  | パスモの告知のためバス事業者でラッピングバス（都営バスの例） |

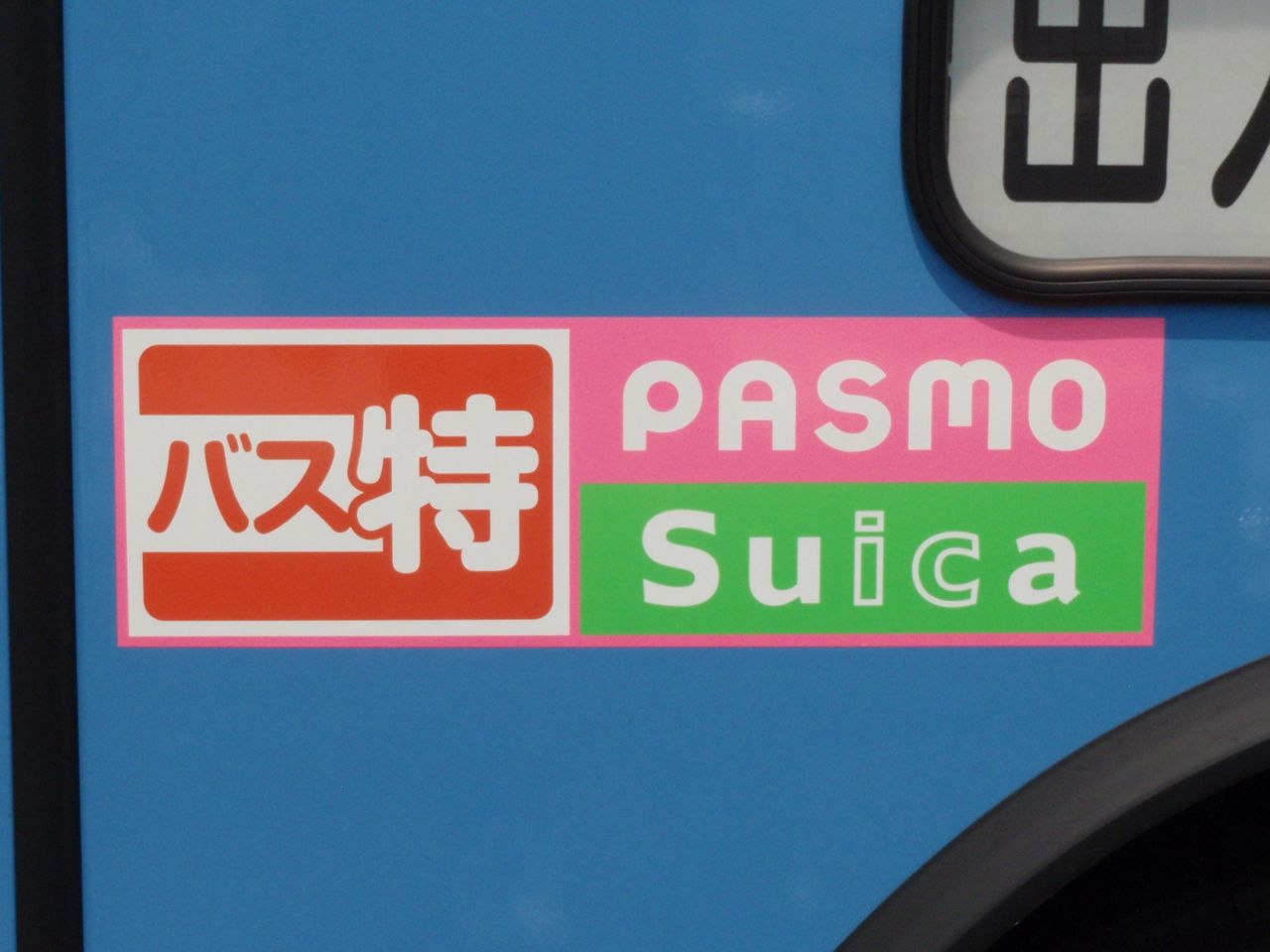
バスのPASMOステッカー
「バス共通カード」の文字が消え、代わりに「バス特」マークが入った

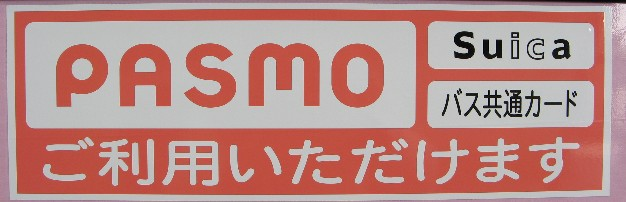
バスのPASMOステッカー
バス共通カード利用可能当時のもの

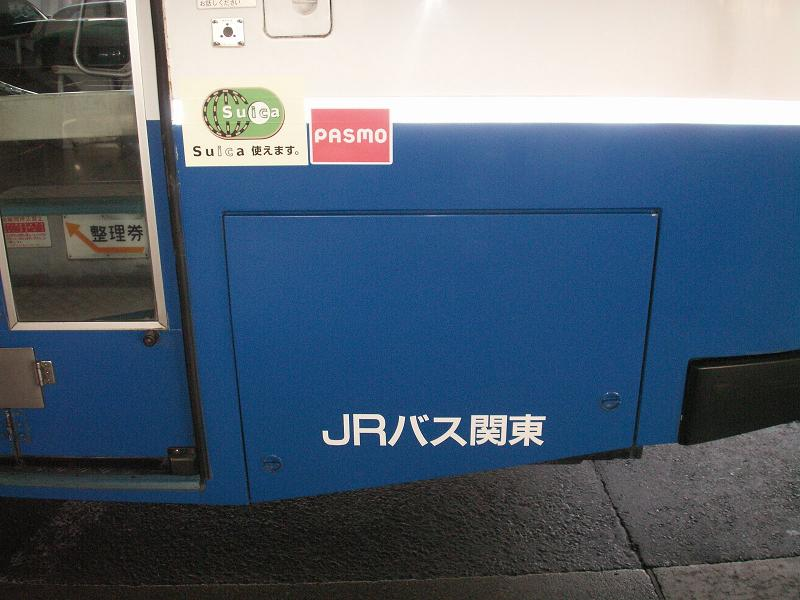
Suica事業者のバスに貼られたPASMOステッカー（JRバス関東）

バスにおけるPASMO（Suicaを含む。以下同様）の使用方法は、バス共通カードのものをおおむね踏襲している。
PASMO対応車両には、運賃箱にPASMO読取機（PASMOリーダー）が設置されており、これにタッチすることにより運賃分が引かれる。運賃前払い方式の車両では、乗車時に運賃箱のPASMOリーダーにタッチして運賃を支払う。運賃後払い方式の車両では、乗車口の整理券発行機の横にもPASMO読取機が設置されており、整理券を取る代わりに乗車時と降車時にPASMOをタッチし、降車時に運賃を支払う。
運賃支払い時に、運賃箱のディスプレイには、支払額と残額が表示される。バス利用特典サービス（後述）の利用時には、その利用額も表示される。
駅の自動改札機の更新により一斉に対応する鉄道とは異なり、バスでは搭載する運賃箱を車両1台ごとにPASMO対応のものに交換しなくてはならなかった。そのため、バスでのPASMOサービスは対応準備が順次進められ、サービス開始当初は加盟事業者の中でも、営業所ごとに対応時期が異なったり、対応済み車両と未対応の車両が混在していた。

#### バス利用特典サービス（終了）
バス共通カードなどのバスカードでは、回数券として購入金額に特典金額（プレミアム）を加えた金額分の利用ができた。バス共通カードでは購入時に特典額が付与されるが、カードを使用しない場合に特典金額分が死蔵されるというプリペイドカード特有の問題があった。
そこで、PASMOではこれに代わるサービスとして、利用額に応じたポイント還元式の「バス利用特典サービス」（略称「バス特」）を採用した。これは、SFによって支払った運賃に応じてバスポイントを加算し、1,000ポイント貯まるごとに「特典バスチケット」を付与し、次回のバス乗車時にバスチケット分をSFから優先して差し引くことで割引する仕組みである。ポイントやチケットの付与はバス特取扱事業者で共通に行われ、付与されたバスチケットはどの取扱事業者でも使用できる。
PASMOを運賃箱にタッチした際、特典バスチケットが付与されると「チケットが付きました」、付与されたバスチケットが差し引かれると「チケットを使いました」と、それぞれ自動音声で知らせる。利用者が累積バスポイントや特典バスチケット残額を直接確認することはできないが、モバイルPASMOでは確認可能となった。
名称は「バス利用特典サービス」であるが、東京都電車（都電荒川線）と東急世田谷線でも「バス特」ポイントとバスチケットが付与される。
PASMO加盟事業者が導入したサービスであるが、Suicaで利用した場合もポイントがたまる。PASMO・Suica以外の交通系ICカードはバス利用特典サービスに対応していない。
2010年（平成22年）4月1日からは、バスポイントと特典バスチケットの付与額が変更された。
| 2010年3月31日まで       | 2010年3月31日まで     | 累計バスポイント   | 2010年4月1日から        | 2010年4月1日から      |
| 特典バスチケット 付与額 | バスチケットの 累計額 | 累計バスポイント   | 特典バスチケット 付与額 | バスチケットの 累計額 |
| ----------------------- | --------------------- | ------------------ | ----------------------- | --------------------- |
| 100円                   | 100円                 | 1,000バスポイント  | 100円                   | 100円                 |
| 100円                   | 200円                 | 2,000バスポイント  | 100円                   | 200円                 |
| 100円                   | 300円                 | 3,000バスポイント  | 160円                   | 360円                 |
| 100円                   | 400円                 | 4,000バスポイント  | 160円                   | 520円                 |
| 450円                   | 850円                 | 5,000バスポイント  | 330円                   | 850円                 |
| 170円                   | 1,020円               | 6,000バスポイント  | 170円                   | 1,020円               |
| 170円                   | 1,190円               | 7,000バスポイント  | 180円                   | 1,200円               |
| 170円                   | 1,360円               | 8,000バスポイント  | 180円                   | 1,380円               |
| 170円                   | 1,530円               | 9,000バスポイント  | 180円                   | 1,560円               |
| 170円                   | 1,700円               | 10,000バスポイント | 180円                   | 1,740円               |

##### 「バス特」取扱事業者
2021年（令和3年）2月以降、首都圏の多数のバス事業者が相次いで「バス利用特典サービス」を廃止している。口火を切ったのは国際興業バスで、同年2月7日、同サービスを2月28日をもって終了すると発表。以降はそれに続き、多くのバス事業者が次々と廃止を発表した。理由としては各社とも揃って「交通系ICカードの普及促進という当初の目的を果たした」としているが、伊豆箱根バスは「昨今の公共交通が直面する急激な事業環境の変化に対応するためには、次なる施策が必要と考え事業内容の見直しを行っている」と述べており、新型コロナウイルス感染症の影響による経営上の理由を示唆している。
2022年（令和4年）3月31日の日立自動車交通・関東鉄道バス・関越交通でのサービス終了を最後に、同サービスのバスポイント・特典バスチケットの付与は完全に終了となった。
なお、バスポイント・特典バスチケットの付与対象だった路線では、付与終了後も付与済のバスチケットは有効期限内（通常10年間）であれば利用可能となっており、他事業者で付与されたバスチケットでも対象路線で利用できる。
かつてバス利用特典サービスを取り扱っていた事業者は以下のとおり。掲載順は同サービスの終了日順、終了日が同じ場合は発表日順。
- 国際興業バス：2021年2月28日終了（2月7日発表）[84]
- 西東京バス：2021年3月12日終了（2月12日発表）[85]
- 伊豆箱根バス：2021年3月25日終了（2月26日発表）[82]
- 江ノ電バス：2021年3月28日終了（3月1日発表）[86]
- 小田急バス・小田急シティバス：2021年3月31日終了（3月1日発表）[87]
- 川崎市交通局：2021年3月31日終了（3月1日発表）[88]
- 関東バス：2021年3月31日終了（3月1日発表）[89]
- 西武バス・西武観光バス：2021年3月31日終了（3月1日発表）[90][91]
- 相鉄バス：2021年3月31日終了（3月1日発表）[92]
- 東武バスグループ
  - 東武バスセントラル・東武バスウエスト・東武バスイースト：2021年3月31日終了（3月1日発表）[93]
  - 朝日自動車：2021年3月31日終了（3月1日発表）[94]
  - 阪東自動車：2021年3月31日終了（3月1日発表）[95]
  - 川越観光自動車：2021年3月31日終了（3月2日発表）[96]
  - 国際十王交通：2021年3月31日終了（3月2日発表）[97]
  - 茨城急行自動車：2021年3月31日終了（3月2日発表）[98]
- 京浜急行バス：2021年3月31日終了（3月8日発表）[99]
- 山梨交通：2021年3月31日終了（3月9日発表）[100]
- 小湊鉄道（バスのみ）：2021年3月31日終了（3月11日発表）[101]
- 富士急行グループ（3月2日発表）[102]
  - 富士急バス：2021年3月31日終了[102]
  - 富士急シティバス・富士急静岡バス・富士急モビリティ：2021年4月2日終了[102]
  - 富士急湘南バス（当時）・フジエクスプレス：2021年4月4日終了[102]
- 立川バス：2021年4月1日終了（3月2日発表）[103][104]
- 川崎鶴見臨港バス：2021年4月2日終了（3月8日発表）[105]
- 箱根登山バス：2021年4月2日終了（3月8日発表）[106]
- 神奈川中央交通（子会社を含む）：2021年4月2日終了（3月12日発表）[107]
- 京王電鉄バス（子会社を含む）：2021年4月4日終了（3月5日発表）[108][109]
- 東急グループ
  - 東急バス・東急トランセ：2021年4月11日終了（3月12日発表）[110]
  - 東急電鉄（東急世田谷線のみ[76]）：2021年4月30日終了（4月1日発表）[111]
- ビィー・トランセグループ
  - 平和交通：2021年4月25日終了（3月26日発表）[112]
  - あすか交通：2021年4月25日終了（3月27日発表）[113]
- 京成グループ
  - 船橋新京成バス・松戸新京成バス：2021年4月4日終了（3月5日発表）[114]
  - ちばレインボーバス：2021年4月4日終了（3月15日発表）[115]
  - ちばシティバス：2021年4月25日終了（3月24日発表）[116]
  - ちばグリーンバス：2021年4月25日終了（3月25日発表）[117]
  - 京成バス：2021年4月25日終了（3月26日発表）[118]
  - 京成タウンバス：2021年4月25日終了（3月26日発表）[119]
  - 千葉海浜交通：2021年4月25日終了（3月26日発表）[120]
  - 千葉内陸バス：2021年4月25日終了（3月26日発表）[121]
  - 東京BRT：2021年4月25日終了（3月26日発表）[122]
  - 千葉中央バス：2021年4月30日終了（3月26日発表）[123]
  - ちばフラワーバス：2021年4月30日終了（3月26日発表）[124]
  - 東京ベイシティ交通：2021年4月30日終了（4月1日発表）[125]
  - 京成トランジットバス：2021年4月30日終了（4月1日発表）[126]
  - 京成バスシステム：2021年5月31日終了（4月22日発表）[127]
- イーグルバス：2020年3月14日のPASMO導入時に「バス特」も適用開始[17]。2021年4月30日終了（3月31日発表）[128]
- 東洋バス・千葉シーサイドバス：2020年3月15日のPASMO導入時に「バス特」も適用開始[18][19]。2021年4月30日終了（4月1日発表）[129]
- 横浜市交通局（横浜市営バス・横浜交通開発）：2021年5月31日終了（3月30日発表）[130]
- 日東交通：2021年5月31日終了（4月30日発表）[131]
- 東京都交通局（都営バス・都電荒川線[75]）2021年9月30日終了（9月1日発表）[132]
- 日立自動車交通：2022年3月31日終了（3月1日発表）[133]
- 関東鉄道（バス）：2022年3月31日終了（3月1日発表）[134]
  - 関鉄観光バス・関鉄グリーンバス・関鉄パープルバス
- 関越交通：2020年4月1日のPASMO導入時に「バス特」も適用開始[22]。2022年3月31日終了（3月2日発表）[135]

#### バスIC定期券
路線バスでのPASMO定期券（IC定期券）発行は、加盟事業者のうち一部の事業者で実施されている。
2007年3月18日のサービス開始と同時に東京都交通局が対応。東京都（23区内中心）および川崎市・横浜市の均一運賃区間から普及が始まり、2011年には京王電鉄バスグループ（京王電鉄バス・京王バス東・京王バス中央・京王バス小金井・京王バス南）で、初の多区間運賃区間での金額式IC定期券が発売された。以降は多区間運賃区間でも普及が進んでいる。
バスIC定期券の取扱事業者は以下のとおり。
- 東京都交通局（都営バス・都電荒川線）- 2007年（平成19年）3月18日のサービス開始時より導入。
- 川崎市交通局 - 2007年（平成19年）11月26日より導入。
- 関東バス・ケイビーバス（当時） - 2007年（平成19年）12月16日より導入。
- 横浜市交通局・横浜交通開発 - 2008年（平成20年）7月1日より導入。
- 東急バス - 2009年（平成21年）8月1日より導入。
- 川崎鶴見臨港バス - 2010年（平成22年）4月1日より導入。
- 京王電鉄バスグループ - 2011年（平成23年）2月1日導入。
  - 初の金額式IC定期券「モットクパス 」。多区間運賃地域（東京多摩地域および神奈川県の一部を含む）では初のIC定期券導入。
- 東急世田谷線 - 2012年（平成24年）3月17日より導入。
- 小田急バス・小田急シティバス - 2012年（平成24年）5月10日より導入。
- 西東京バス - 2013年（平成25年）4月1日より導入。
  - 金額式IC定期券[136]。京王グループのバス事業者として、京王電鉄バスに続き多摩地域の多区間運賃地域での導入。
- 京成バス・京成タウンバス (東京都内路線[137][138]) - 2015年（平成27年）3月1日より導入。
  - 東京都内路線は金額式IC定期券[137]。千葉県内路線は紙式定期券[139][140]。
- 西武バス - 2015年（平成27年）3月1日より導入。
  - 金額式IC定期券。埼玉県内を含む多区間運賃地域での導入。230円以上の区間用は全線フリー定期（一部利用不可路線あり）となる[141]。当初は通勤定期のみ、のちに通学定期「学トクIC定期券」も発売。
- 立川バス - 2015年（平成27年）6月1日より導入。
  - 金額式IC定期券「立パス」。多区間運賃地域での導入。
- 山梨交通 - 2015年（平成25年）12月7日より導入。
  - 山梨県内では初の導入。2000年より独自採用してきた「バスICカード」のシステムを置き換えた。
- 相鉄バス - 2018年（平成）3月18日より導入。
  - 金額式IC定期券「ICトクトクていき」。相模鉄道の定期券売り場でも発売。6か月定期を新設[142]。
- 国際興業バス - 2018年6月25日より導入[143]。
  - 金額式IC定期券。これに伴い「都区内フリー定期券」など一部の紙式定期券が廃止された。
- 東武バス - 2018年（平成30年）6月25日より導入[144]。
  - 金額式IC定期券。東武バスセントラル・東武バスウエスト・東武バスイーストでの導入。日光営業所の路線を除く[144]。
  - 東武グループに属する朝日自動車および朝日自動車グループ傘下の各事業者では、IC定期券への対応はされておらず[145]、東武鉄道の駅および東武トラベル営業所が発行する従来通りの紙券定期券を提示する形となる。
- 東洋バス・千葉シーサイドバス - 2020年（令和2年）3月15日のPASMO導入と同時に、金額式IC定期券を発売。
- 日立自動車交通 - 2020年（令和2年）3月18日より一部路線で導入。晴海ライナー、レインボーかつしか、はるかぜ（日立自動車交通の担当路線）で、PASMO定期券・モバイルPASMO定期券を導入開始。券種は1か月・3か月[146]。
- 江ノ電バス - 2020年（令和2年）3月18日より導入（同年4月1日利用分から発売）[147]。
- 船橋新京成バス - 2021年（令和3年）3月より導入[148]。松戸新京成バスでは未対応。
- 神奈川中央交通 - 2021年（令和3年）9月より導入[149]。
- 京浜急行バス - 2022年（令和4年）4月より導入[150]。東京都・川崎市区域を除く。
- 関東鉄道 - 2022年（令和4年）4月より導入[151]。
- 関越交通 - 2022年（令和4年）4月より導入[152]。

#### バスIC一日乗車券
一部のバス事業者ではバス一日乗車券を購入してPASMO・Suicaに搭載できる。サービス開始以降、当初は均一運賃区間のみの事業者から普及し、2010年代には多区間運賃地域にも拡がった。都電荒川線の一日乗車券もあり、バスまたは都電の車内で発売されている。
バスIC一日乗車券では、コミュニティバスや深夜急行バスは対象外となっている場合が多い。一般路線バスの深夜帯に運行される「深夜バス」の場合は、割増運賃のみがSF残高から引き落とされる。
すでに他社発行分を含めバス一日乗車券情報が書き込まれているPASMO・Suicaで、有効期限内に別のバス一日乗車券を購入すると、前のものが上書きされて無効となるため注意が必要である。
バスIC一日乗車券の取扱事業者は以下のとおり。
- 東京都交通局
  - 「都バスIC一日乗車券」

磁気券も併売。東京23区のみ有効。多摩地区は「都営まるごときっぷ」でカバーするが、都営バス車内で都営まるごときっぷを購入する場合は磁気乗車券のみでの発売。
  - 「都電IC一日乗車券」
- 川崎市交通局
  - 「IC1日乗車券」
- 関東バス
  - 「IC一日乗車券」
- 小田急バス・小田急シティバス
  - 「1日フリーパス」
- 東急バス
  - 「東急バスIC1日乗車券」

2009年8月1日より導入。
鉄道と共通の「東急線・東急バス一日乗り放題きっぷ」もあるが[154]、東急電鉄の駅のみでの発売。当日東急バスから利用する場合は上記の「東急バスIC1日乗車券」を購入した上で東急電鉄の駅窓口に申し出て、東急線のみ有効の磁気乗車券を「東急線・東急バス一日乗り放題きっぷ」と「東急バスIC1日乗車券」の差額で購入する。
- 京成バス・京成タウンバス
  - 「ICカード都内1日乗車券」

2010年（平成22年）4月1日より導入。東京23区内のみ有効。
- 西武バス
  - 「1Day Pass」

2011年（平成23年）4月1日より導入。多区間運賃地域での導入。
- 神奈川中央交通
  - 「一日フリー乗車券」

磁気券も併売。2011年（平成23年）12月19日より導入。紙スクラッチ式乗車券を切り替え。多区間運賃地域での導入。
- 横浜市営バス
  - 「バスIC1日乗車券」

2014年7月1日より導入。従来の紙式バス1日乗車券も販売継続。バス・地下鉄1日乗車券は仕様上ICカード化できないため紙式券のみ[155]。
- 立川バス
  - 「1day立パス」

2015年（平成27年）6月1日より導入。多区間運賃地域での導入。
- 京王電鉄バスグループ
  - 「IC都区内一日乗車券」

2016年（平成28年）4月18日より導入。紙スクラッチ式一日乗車券を切り替え。
京王バス管内の都区内均一運賃区間（東京23区および武蔵野市・三鷹市・調布市・狛江市）のみ有効。
  - 「IC全線一日乗車券」

2020年（令和2年）4月15日より導入。紙スクラッチ式一日乗車券は同年4月14日発売終了。
都区内均一運賃区間に加え、多摩地域（一部神奈川県含む）の多区間運賃地域も有効。
- 関東鉄道・関鉄観光バス・関鉄グリーンバス・関鉄パープルバス
  - 「IC1日乗車券」

2018（平成30年）4月28日より導入。土日祝日、8月13日～16日、年末年始（12月29日～1月3日）のみ有効。
- 東武バスセントラル - スカイツリーシャトル上野・浅草線専用一日乗車券。IC一日乗車券と紙式券がある[156]。
- 国際興業バス
  - 「IC一日乗車券」

2021年（令和3年）4月26日より導入。紙スクラッチ式の都内乗り継ぎ一日乗車券は同年4月25日発売終了（2021年12月31日まで利用可能）。
一部コミュニティバス・催事輸送路線・飯能営業所の全路線は適用外。
多区間運賃地域での導入。

## 残額・履歴表示
PASMOとSuicaのSF残額および利用履歴を、表示・印字することができる。PASMO定期券の区間内での乗降については表示・印字できない。
PASMO加盟事業者の駅の自動券売機やバス営業所などでは、Suicaも含めて直近20件までの履歴を表示・印字できる。一部の鉄道事業者（後述）では直近100件までの履歴印字に対応している。それ以前の利用履歴については、株式会社パスモに対し個人情報開示請求を行うことによって取得することができる。開示請求手数料は1000円（消費税込）。
2010年（平成22年）2月以降は、東京急行電鉄や東京地下鉄の自動券売機で、PASMOに限り100件の履歴を印字することが可能となった（東京地下鉄の一部の駅では100件の表示も可能）。2012年（平成24年）5月18日のインターネット履歴照会サービス（後述）終了時点では、都営地下鉄、小田急電鉄、京王電鉄、西武鉄道、東武鉄道、京成電鉄、京浜急行電鉄、相模鉄道、つくばエクスプレスでは、駅窓口に限り100件の履歴印字が可能であった。その後は京王電鉄も自動券売機での100件の履歴印字に対応した。
Suica加盟事業者の駅でも、PASMOの直近20件までの履歴を表示できる。Suicaでは履歴表示は直近20件、履歴印字は直近100件まで可能で、26週間を超えた履歴は印字できない。カードに履歴が残っている間は何度でも再印字ができる。PASMOを再発行した場合は再発行前の履歴は表示・印字できなくなる。
サービス開始当初は、PASMOエリアで印字する場合はSuicaも含めてカード番号がすべて表示されていた。JRのSuicaエリアで印字する場合は個人情報保護のためカード番号の下4桁しか表示されない仕様となっている（チャージや定期券購入などの領収書も同様）。なおその後は、PASMOエリアでもカード番号の下4桁しか表示されない仕様に変更された事業者もある。
印字時の事業者名・駅名の表示については、首都圏ICカード相互利用サービスを参照のこと。電子マネーとしての利用ではすべて「物販」と表示・印字され、店舗名は表示・印字できない。

### インターネット履歴照会サービスのセキュリティ問題
2007年（平成19年）3月18日のサービス開始から、2012年（平成24年）3月1日までは、PASMO定期券を含む記名PASMOの場合は、PASMO公式サイト内の「マイページ・PASMO履歴照会サービス」で3か月前までの履歴と定期券情報・バスポイントを照会できた。Suicaにはない独自のサービスとして開始されたもので、このサービスではSuicaの履歴照会はできなかった。
この「マイページ・PASMO履歴照会サービス」では、記名PASMOのカード番号と氏名・生年月日・電話番号を「マイページ会員登録」画面に入力し、任意のIDとパスワードを設定して、以降はそのIDとパスワードでログインする。すなわち、それらの情報を知っていれば、誰でもアカウントが登録できてしまう仕様となっていた。さらに「ID・パスワード忘れ対策」として、すでにアカウント登録しているPASMOであっても、カード番号と氏名・生年月日・電話番号さえ分かれば、マイページの登録情報を上書きしてIDとパスワードを書き換えることすら可能であった。希望により「マイページ・PASMO履歴照会サービス」を停止することも可能となっていたが、その場合は「マイページ停止センター」に平日9時半から17時の間に電話で申し込む必要があった。また、このような仕様であることが利用者に十分周知されていないという問題もあった。
サイバーセキュリティの専門家である高木浩光は、株式会社パスモに対し、このような仕様はセキュリティやプライバシー上の大きな問題があると強く指摘した。高木の指摘を受けて、この件について取り上げたインプレス「Internet Watch」の記事は「（PASMOの）カード番号を他人に知られることのリスクを認識し、自身のカードをしっかり管理する必要がある」と結ばれていたが、高木はそれに対し「PASMOのカード番号はクレジットカード番号とは異なるのだから、利用者に自己責任を押し付けるのではなく、事業者側が責任を持ってセキュリティ上の脆弱性を修正すべき」という趣旨の反論をしている。
高木が懸念していたのは、PASMOの利用履歴情報が利用者自身も気づかぬうちに、鉄道・バス事業者以外の第三者を含む企業のビッグデータとして収集されるという点であった。また顔も知らない赤の他人が、FacebookやTwitterなどのSNSに投稿した写真や文章などを見て、PASMOのカード番号と氏名・生年月日・電話番号を知って悪用する可能性も指摘していた。
しかし実際には、アカウント登録に必要な情報は家族など親しい者であれば容易に知りうることから、夫婦や恋人の浮気調査に利用できるとの情報がインターネット上で広まった。
PASMO協議会はこの点について、家庭内で情報を見られるという可能性は認識しており、そのために「マイページ停止センター」を設置したと述べている。またPASMO協議会は、2012年2月下旬には実際に乗車履歴を使った「浮気調査指南」を解説するウェブサイトも「発見」したと言うが、「実際に浮気調査に使われた報告や苦情は今のところありません」とも述べている。
PASMO協議会と株式会社パスモは、こうしたセキュリティ上の脆弱性に対する批判を受け、「マイページ・PASMO履歴照会サービス」の仕様が個人情報漏洩につながるおそれがあるとして、2012年（平成24年）3月1日16時10分よりシステムリスク調査のため同サービスを一時停止し、調査の結果セキュリティが担保できないとして、同年5月18日のプレスリリースで同サービスの終了を発表した。その後はバスポイントについては、バス利用特典サービス取扱事業者の営業所にPASMOを持ち込んで確認する以外の照会方法がなくなった。
その後、2020年3月18日に開始されたモバイルPASMO内においてバス利用特典サービス確認が実装され、累計バスポイントおよび特典バスチケット残高の確認が可能となった。

## 電子マネー
PASMOはサービス開始当初からSuica電子マネーとの共用がなされ、基本的にはSuicaが使える店舗でも利用可能である。利用開始日はPASMOサービス開始日と同じ2007年（平成19年）3月18日（Suica電子マネーも参照）。
利用できる店舗や施設には、交通系ICカード全国相互利用サービスのステッカーが貼付されており、サービス自体はSuica電子マネーとほぼ同様である。ただし、PASMOではSuicaのJREポイント（2017年11月27日までは、Suicaポイントクラブ）に登録できない。また、Suica・PASMOは2013年（平成25年）3月23日より、Kitaca・TOICA・manaca・ICOCA・SUGOCA・nimoca・はやかけんの電子マネー相互利用を行っている。PiTaPaはポストペイ方式のため電子マネーとしては相互利用できない。
PASMO加盟鉄道事業者では、サービス開始時点では小田急電鉄・京浜急行電鉄・西武鉄道・東急電鉄・東京地下鉄・東京都交通局・東武鉄道の7事業者が、2008年（平成20年）3月15日からは京王電鉄・京成電鉄・相模鉄道・首都圏新都市鉄道の4社を加えた11事業者が電子マネー加盟店の募集および管理業務を行っている。この開拓・管理事業者を「アクワイアラ」という。
駅構内や周辺の売店、飲料水の自動販売機、コインロッカーなどへ展開しており、一部事業者については系列のスーパーマーケットなどの街中の店舗でも使えるケースもある。逆に東武沿線のトウブドラッグ（東武グループを離脱しマツモトキヨシグループに加盟）のように、駅構内の店舗でも楽天Edyなどの他の電子マネーが使えるのにPASMOが使えないケースもあった。
交通機関のうち、首都圏の主なタクシー事業者では電子マネー決済の一つとしてPASMO決済を導入している。小田急交通では2011年12月7日より、京王自動車では2015年12月10日より、タクシー運賃の支払いにPASMO決済を導入した。
ケーブルカー・索道事業者では、京王グループの高尾登山電鉄、小田急グループの箱根ロープウェイ、筑波観光鉄道では、駅での決済手段に電子マネー決済を導入しておりPASMOも利用できる。
当地の鉄道事業者が電子マネーを導入するより以前にSuica電子マネーに対応した事例もあり、これらの店舗では相互利用でPASMOも使用できた。福岡地区のビックカメラ天神1号館・2号館、名古屋地区のイオン・マックスバリュ・ミニストップなど、イオングループが該当する。マックスバリュ中京、マックスバリュ東海運営の店舗よりマックスバリュ中部運営店舗は利用開始が遅れたが全店舗で利用可能。ピーコックストアも使用可能になった。
鉄道利用と同様、電子マネーとして利用したときのポイントサービスはない。ただし、各事業者で独自のポイントサービスを設けている例は存在する。また、2019年10月から2020年6月まで行われたキャッシュレス・消費者還元事業に参加し、対象店舗での利用時にポイントを付与したが、ただしポイント還元方法は他の電子マネーと比べて煩雑であった。
- 事業期間内で3回（2019年12月、2020年3月、同年6月）に分けてポイントを集計。
  - ただし、2020年1月 - 3月の集計分は新型コロナウイルスによる感染症予防の観点（窓口での混雑予防）から2020年7月に、2020年4月 - 6月の集計分とまとめて受け取りの手続きをすることとなった。
- ポイント交換は、登録したメールアドレスに送付されたメッセージとPASMOを指定された交換場所（2019年12月分は大手私鉄の主な駅事務所、2020年3月・6月分はセブン銀行のATM）へ持参して手続きを行う。ポイント交換はPASMOへのチャージとして行われ、ポイントの端数（10ポイント未満）は切り捨てとなる。

### 関係企業以外の参入状況
上記事業者やそのグループ企業以外の参入状況（予定を含む）は以下のとおり。記載は「企業名：開拓・管理事業者」の順。
- パーク24（コインパーキング「タイムズ」）[164]：東武鉄道・京王電鉄・京浜急行電鉄・小田急電鉄・首都圏新都市鉄道

沿線ごとに異なる事業者がアクワイアラとなっている。
東武沿線の「タイムズ」での料金支払いにPASMOを導入する。第1弾として2007年（平成19年）8月23日より東上線志木駅近くの「タイムズ新座志木」でサービスを開始しており、以降順次拡大予定である。
京王・京急・小田急沿線では、特定の駐車場の最寄り駅を利用した際に駐車料金を割引するサービスも実施する。割引適用には当該駅利用履歴のあるSuica・PASMOが必要。
他の事業者沿線の「タイムズ」では、Suicaをはじめ他の電子マネーサービスを導入しているところもある。
- am/pm（現在はファミリーマートへ統合）：東京急行電鉄

2008年（平成20年）1月から順次本サービスを開始、同年8月11日までに首都圏の全店舗に導入完了した。レジでのチャージもPASMO・Suicaを問わず可能。また同日よりTOP&カードで設定したオートチャージサービス機能付きPASMOの電子マネーを利用するとTOKYUポイントが加算される「PASMO電子マネーTOKYUポイント」のサービスを開始した。
am/pmは東武鉄道・京成電鉄・相模鉄道・首都圏新都市鉄道の4社の一部駅にも店舗を出店しており、東武鉄道の一部店舗では2008年（平成20年）1月以前より、PASMO電子マネーが利用可能であった。
その後の経営統合により、旧am/pmの店舗はファミリーマートに転換されているが、当初はPASMO端末を転用し設置、その後Suica端末に交換され、引き続きPASMO・Suicaの利用が可能である。
- 名鉄イン（ビジネスホテル）：京浜急行電鉄

2008年（平成20年）4月、名古屋地区におけるPASMO加盟店第一号となり、名古屋都市圏のホテルで初めてPASMO・Suicaが利用可能となった。対象店舗は全店舗（名古屋駅前・名古屋金山・名古屋錦・刈谷）であった。首都圏から名古屋へ出張するビジネスマン層の利用を見込んでいた。その後manaca端末に統一されている。
- 埼玉県道路公社（有料道路）：首都圏新都市鉄道

2009年（平成21年）3月24日から、新見沼大橋有料道路の通行料金をPASMO・Suicaで支払えるようになった。同道路公社が管理する有料道路はETCに対応していないため、料金所で一旦停止する必要があるものの、現金を用意する手間が省ける。
- セブン-イレブン：京浜急行電鉄

2011年（平成23年）春より、交通系IC乗車券の電子マネーを全国規模で一斉導入する。
PASMOを主として導入するのは京急線沿線に当たる東京都・神奈川県内の一部店舗（約300店舗）および、関東の他地域ではSuicaと相互利用が可能なすべての交通系IC電子マネーが使用できる。主として導入する電子マネーは各地域で展開するものであり、それと相互利用可能な電子マネーのみが使用可能となる。
- ポプラグループ（コンビニエンスストア）：京浜急行電鉄

2012年（平成24年）秋より、WAON・iDとともに交通系IC乗車券の電子マネーを、「ポプラ」およびグループ内の「生活彩家」「くらしハウス」「スリーエイト」各店に順次導入する。
関東地区では、東京都・神奈川県・千葉県・埼玉県の計179店舗でPASMO・Suicaが利用できるようになる。
また、近畿・北陸・中国地方ではICOCA（近畿地方の一部店舗ではPiTaPaも導入）、九州地区ではSUGOCAを導入し、それらと相互利用を行う電子マネーも使用できるようになる。
- 任天堂

2014年（平成26年）7月22日よりWii Uの支払い決済に、PASMOなど交通系電子マネーが利用可能になる。このサービスは2022年1月18日9時をもって終了。

### その他の事例
- 一部事業者の駅構内などに設置されているコインロッカーでは、PASMO・Suicaで料金を精算するとその精算したPASMO・Suicaがロッカーの鍵となるシステムを採用している。
- 東武鉄道が建設した東京都足立区西新井のマンションでは、PASMOカードを各戸のカードキーとして採用している。
- 商店街やショッピングモールのポイントカードとして、PASMO等のIC乗車カードがそのまま使用できるポイントサービスのシステムが開発導入されている。詳細はポイントサービス#概要、ICカード#商店街での導入を参照。
- サンケイリビング新聞社では、PASMOの沿線情報などを紹介する月刊紙（フリーペーパー）「PASMO いいかも」を発行している。